# Listă de biserici din Iași

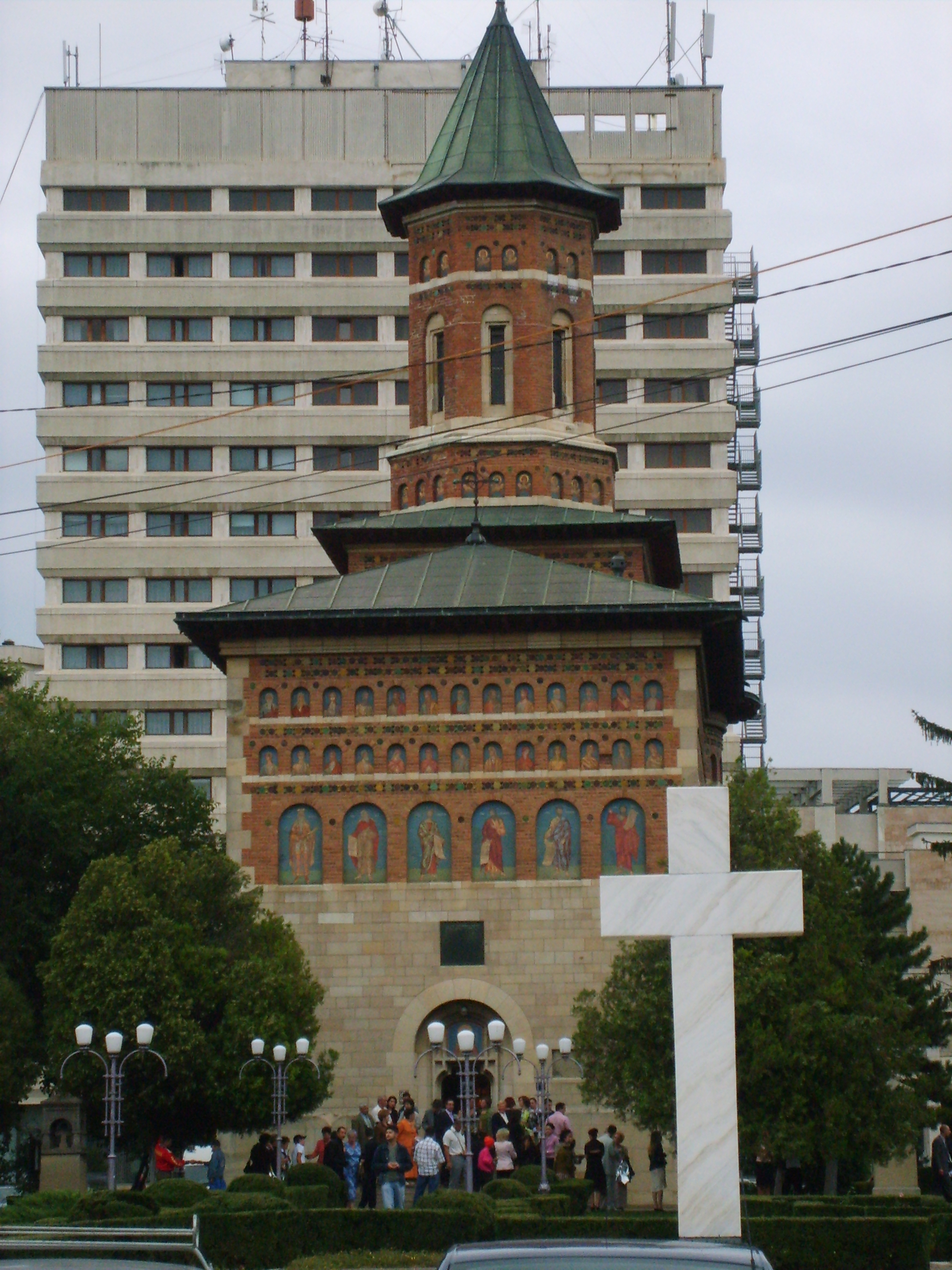
Biserica Sfântul Neculai Domnesc

Municipiul Iași cuprinde cele mai multe biserici din România. În 1990, existau un total de 43 de astfel de instituții, iar în 2008 numărul s-a ridicat la 71 de ctitorii, dintre care 30 sunt incluse pe lista monumentelor istorice.
Mitropolia Moldovei, după anii 1990, a fost îndeosebi preocupată de ctitorirea bisericilor. Arhiepiscopia Iașilor a plasat de fiecare dată investițiile în lăcașuri de cult, iar sumele cheltuite s-au ridicat la zeci de milioane de RON pe an.
Deși numeroase și importante, multe din bisericile monument istoric sunt însă în stare de degradare.

## A
- Biserica Albă
- Biserica Armenească
- Biserica Aroneanu
- Biserica romano-catolică "Adormirea Maicii Domnului"
- Biserica "Adormirea Maicii Domnului" Galata
- Biserica Sfântul Anton de Padova
- Biserica Sfântul Andrei
- Biserica Sfinții Atanasie și Chiril

## B
- Mănăstirea Bârnova
- Mănăstirea Bucium
- Biserica Bărboi
- Biserica Barnovschi
- Biserica Banu
- Biserica Buna Vestire

## C
- Mănăstirea Cetățuia
- Catedrala Mitropolitană
- Catedrala romano-catolică "Sfânta Fecioară Maria, Regină"
- Biserica Sfinții Constantin și Elena
- Biserica Curelari
- Biserica Cuvioasa Parascheva

## D
- Mănăstirea Dobrovăț
- Biserica Sfântul Dumitru-Balș
- Biserica Sfântul Dumitru-Misai

## F
- Mănăstirea Frumoasa

## G
- Mănăstirea Galata
- Mănăstirea Golia
- Biserica Sfântul Gheorghe (Vechea Mitropolie)
- Biserica Sfântul Gheorghe (Eternitate)
- Biserica Sfântul Gheorghe (Păcurari)

## H
- Mănăstirea Hlincea
- Mănăstirea Hadâmbu
- Biserica Sfântul Haralambie din Iași

## I
- Biserica Sfântul Ioan Botezătorul
- Biserica Sfântul Ioan Gură de aur

## L
- Biserica Lipovenească
- Biserica Sf.Gheorghe Lozonschi
- Biserica Sfântul Lazăr

## M
- Biserica Mitocul Maicilor
- Biserica Sfântul Mina
- Biserica Maternității „Cuza Vodă” din Iași [2]

## N
- Biserica Nicoriță
- Biserica Sfântul Nicolae Domnesc
- Biserica Sfântul Nicolae-Ciurchi
- Biserica Sfântul Nicolae-Copou
- Biserica Sfântul Nicolae-Socola
- Biserica Sfântul Nectarie

## P
- Mănăstirea Podgoria Copou
- Biserica Sfântul Pantelimon
- Biserica Pogorârea Sfântului Duh
- Biserica "Sf. Parascheva" (stil vechi)

## R
- Biserica Sfinții Voievozi-Roșca

## S
- Biserica Sfântul Sava
- Biserica Sfântul Spiridon
- Biserica 40 de sfinți
- Biserica Sfinții Apostoli Petru și Pavel
- Biserica Sfântul Ștefan
- Sinagoga Mare
- Biserica Schimbarea la Față - Socola din Iași

## T
- Capela Sfinții Trei Ierarhi
- Mănăstirea Sfinții Trei Ierarhi
- Biserica Sfânta Tereza a Pruncului Isus
- Biserica Toma Cozma
- Biserica Sfinții Teodori
- Biserica Sfânta Treime
- Biserica Talpalari

## V
- Mănăstirea Vlădiceni
- Biserica Vulpe
- Biserica Sfântul Vasile-Galata
- Biserica Sfântul Vasile(Tătărași)
- Biserica Vovidenia

## Z
- Biserica Ziua Crucii
- Biserica Zlataust

## Galerie de imagini

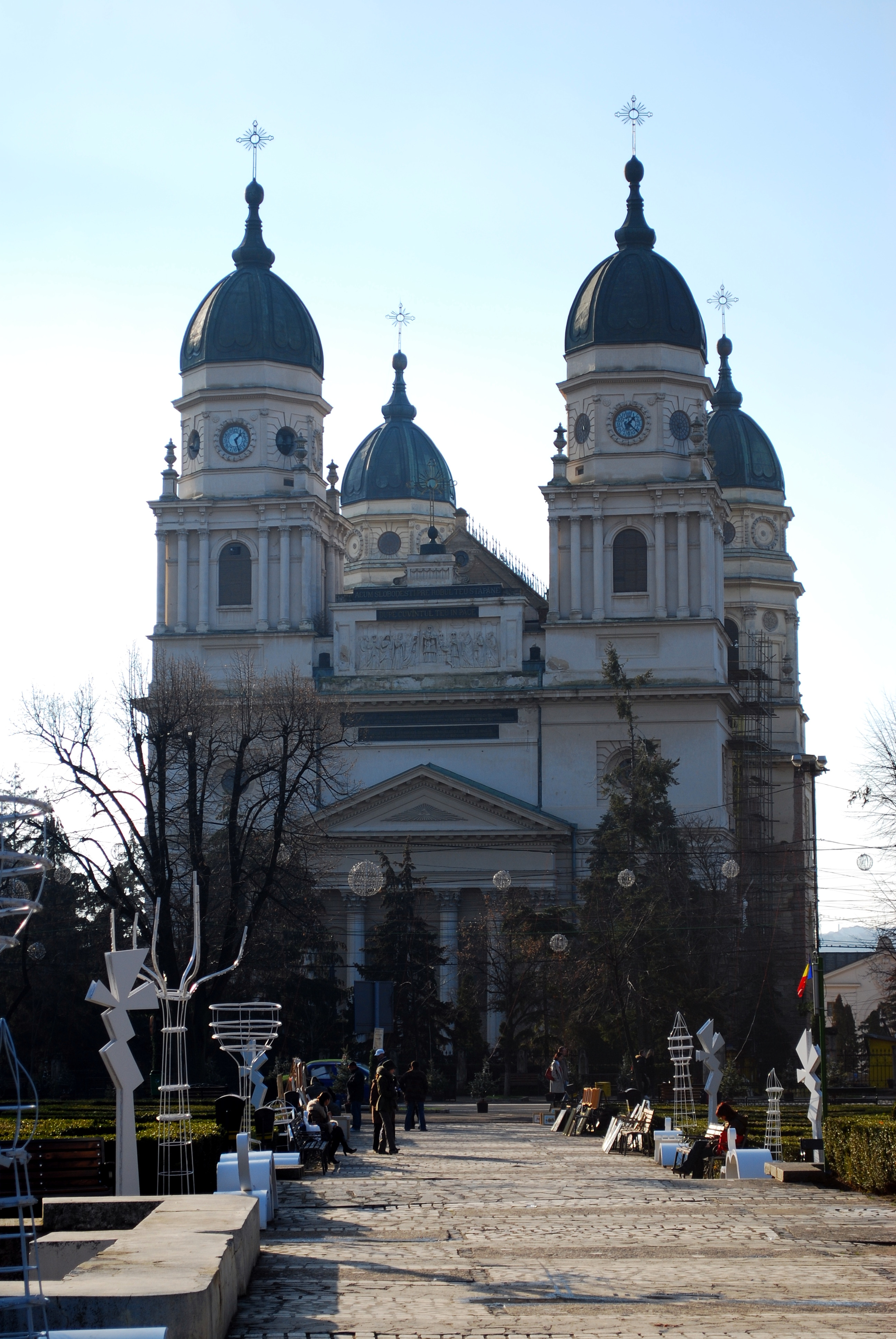
Catedrala Mitropolitană Ortodoxă, 1887
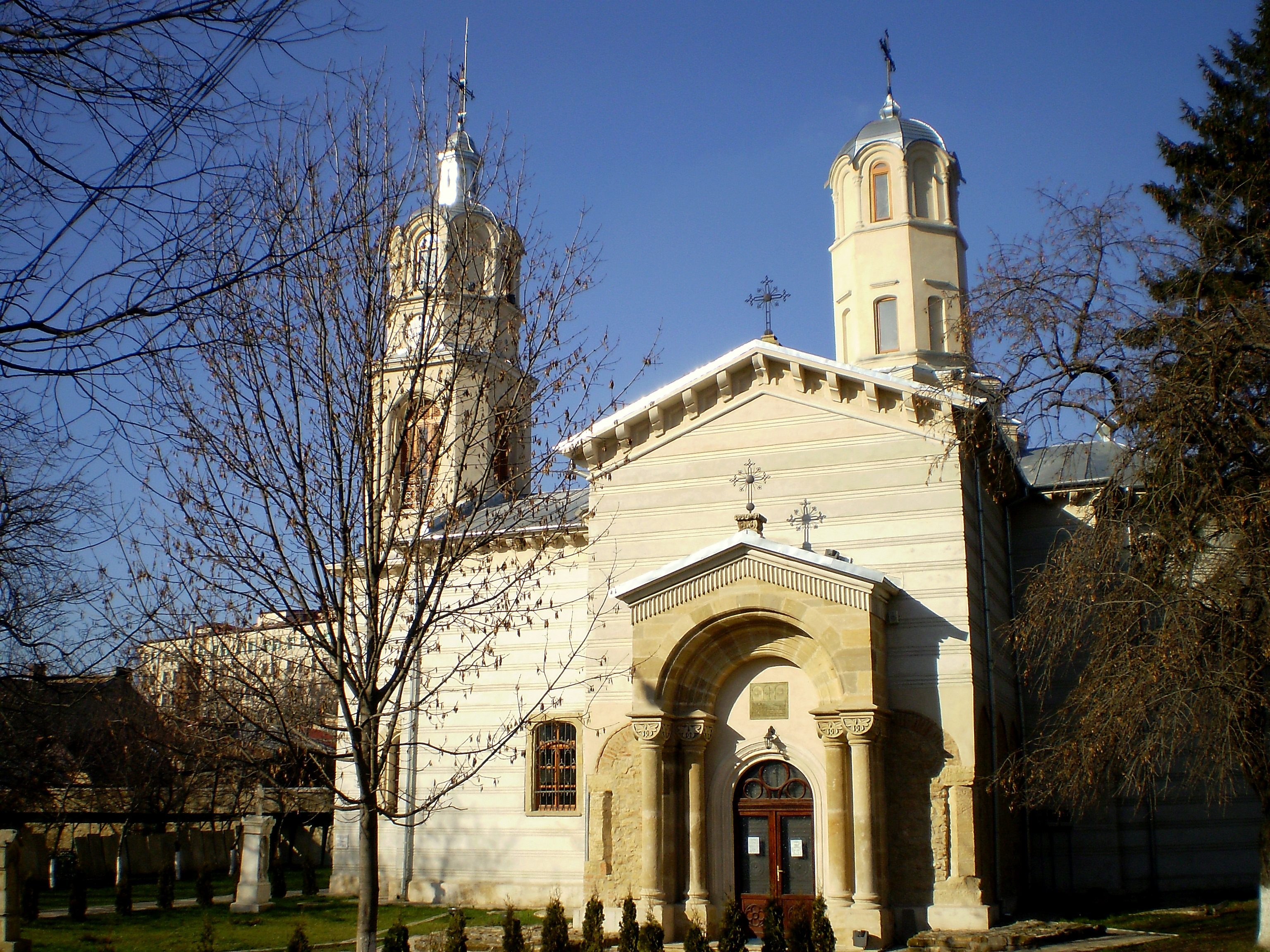
Biserica Armeană, 1395
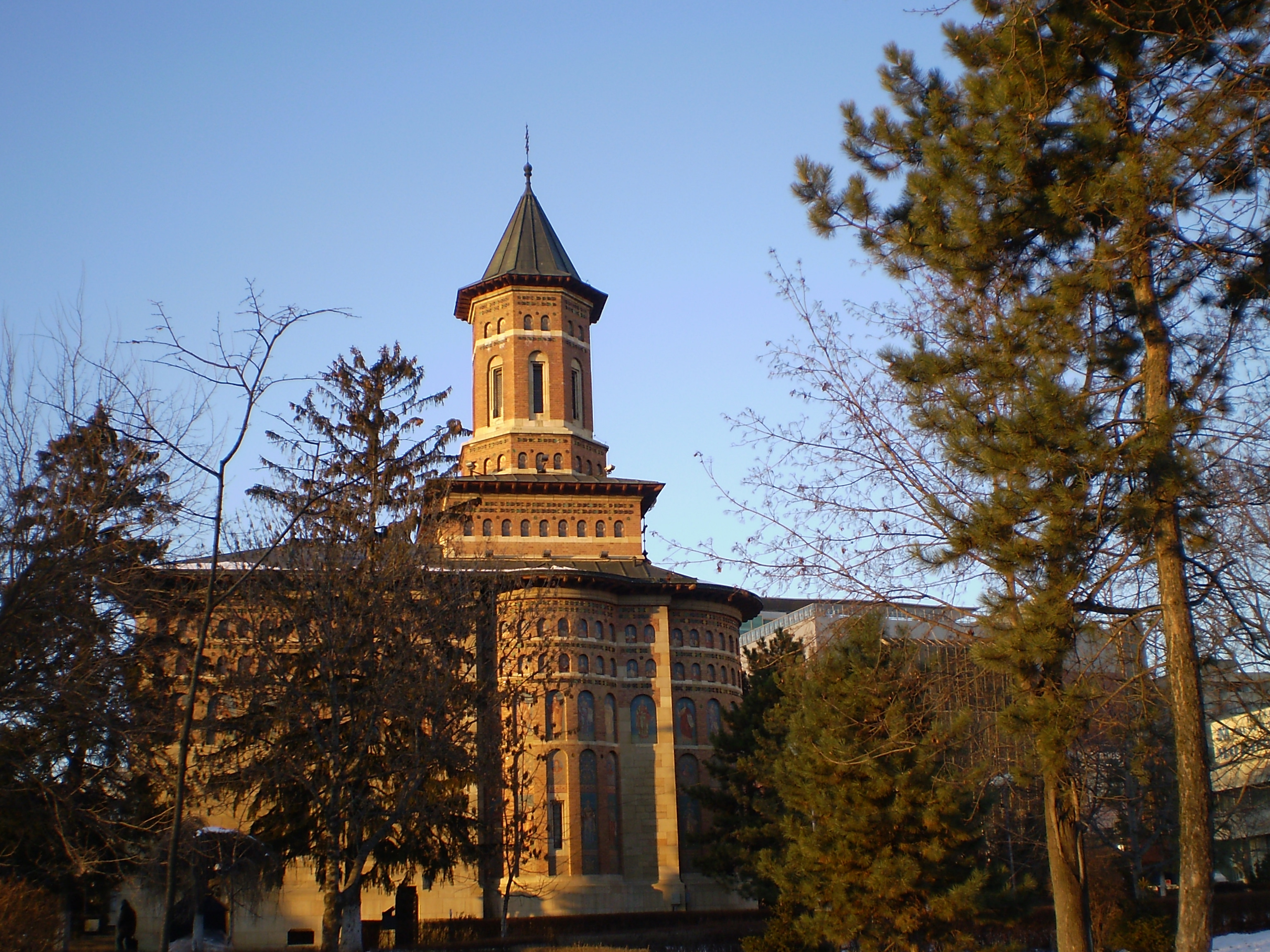
Biserica "Sf. Nicolae Domnesc", 1492
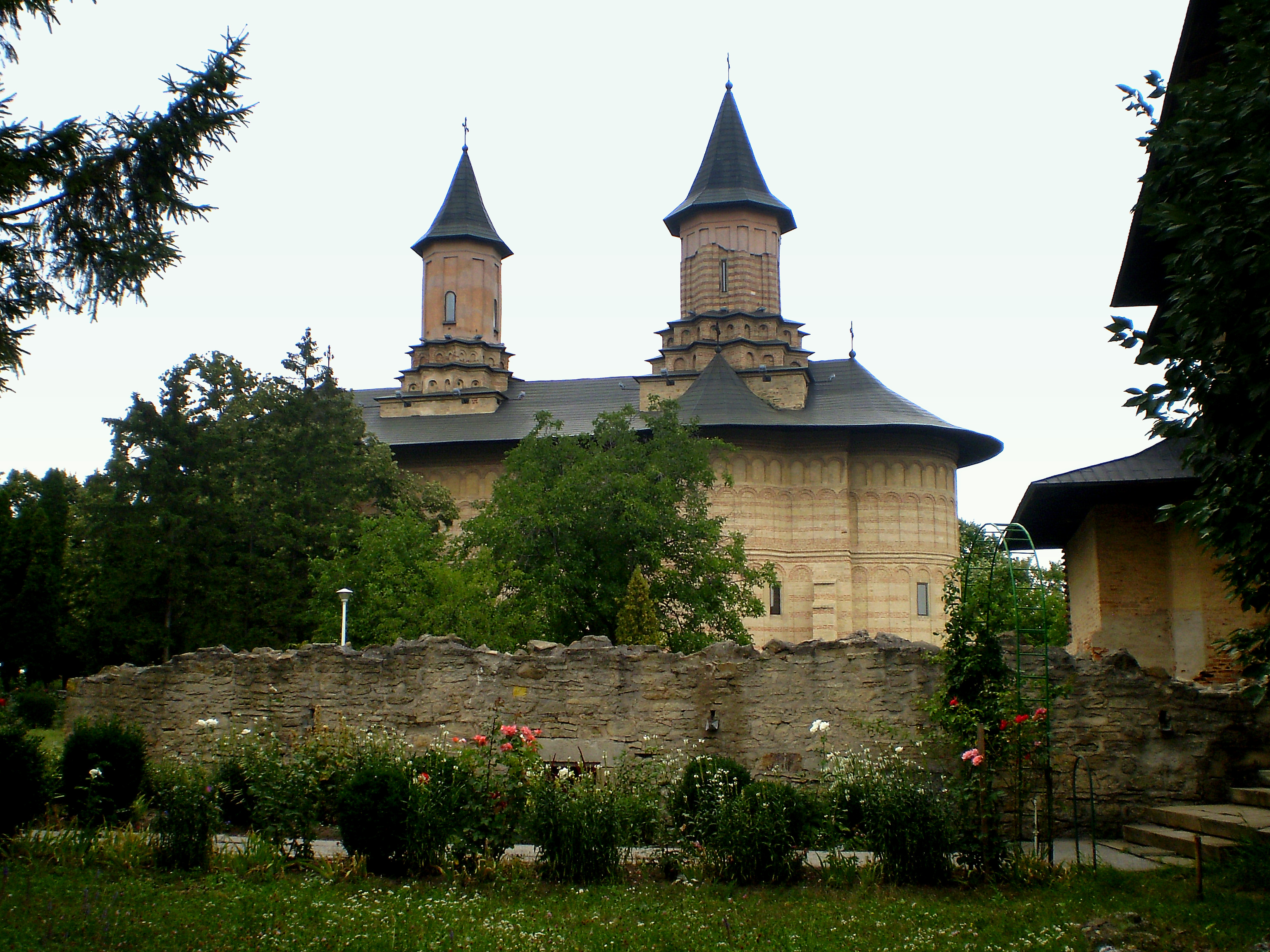
Biserica Mănăstirii Galata , 1583
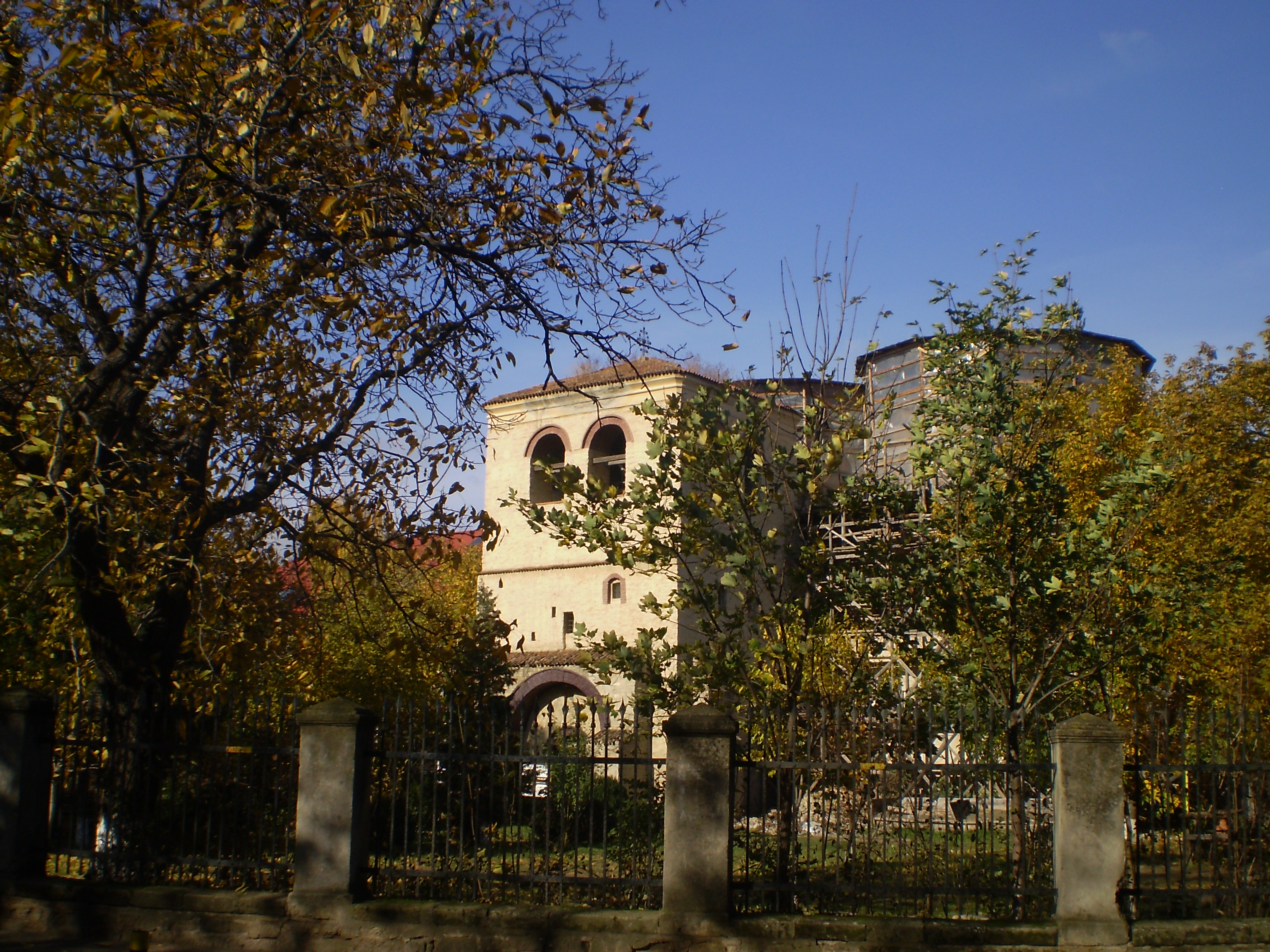
Biserica "Sfântul Sava" , 1583
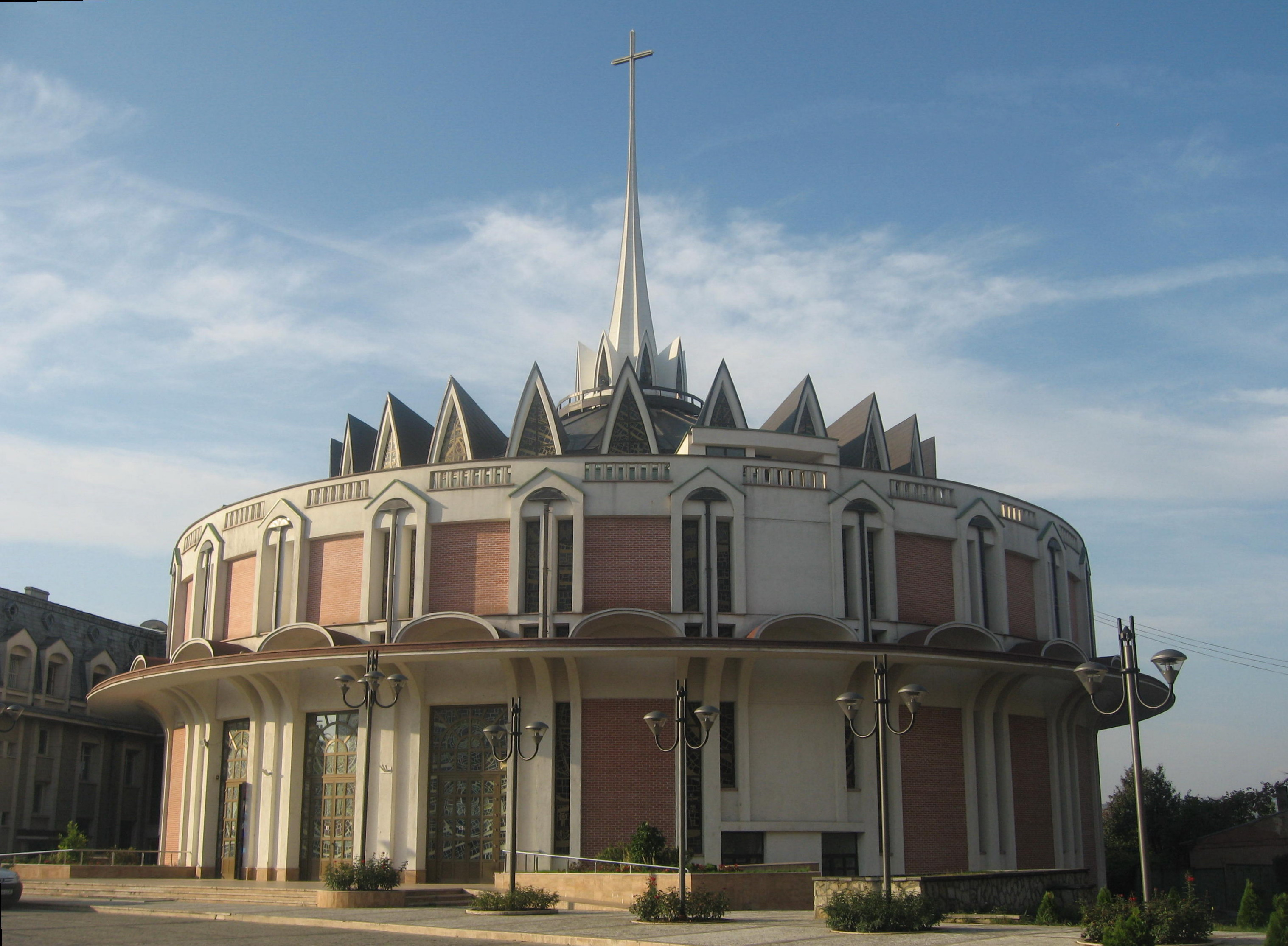
Catedrala romano-catolică Sfânta Maria Regină, 2005
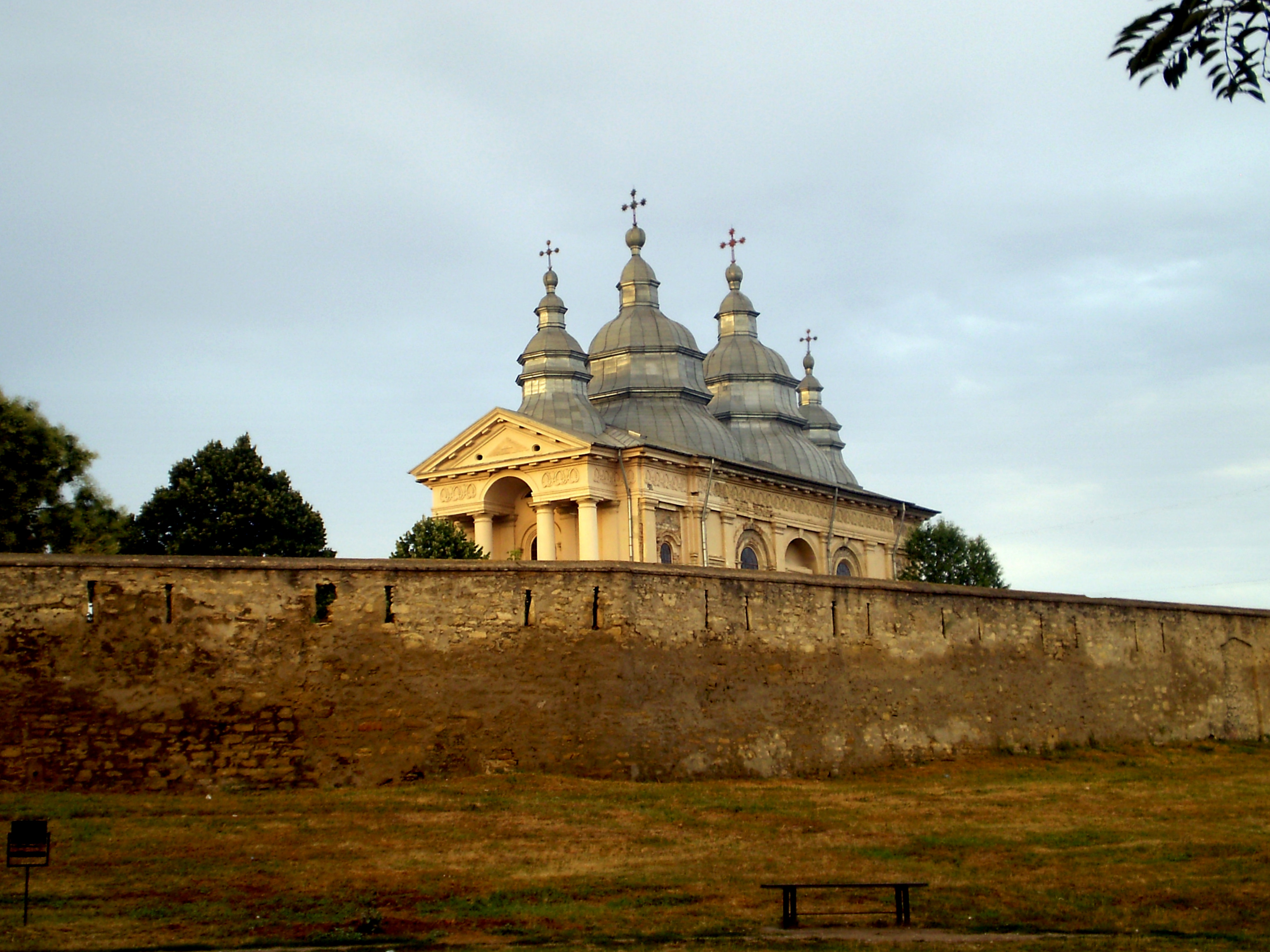
Biserica Mănăstirii Frumoasa , 1586
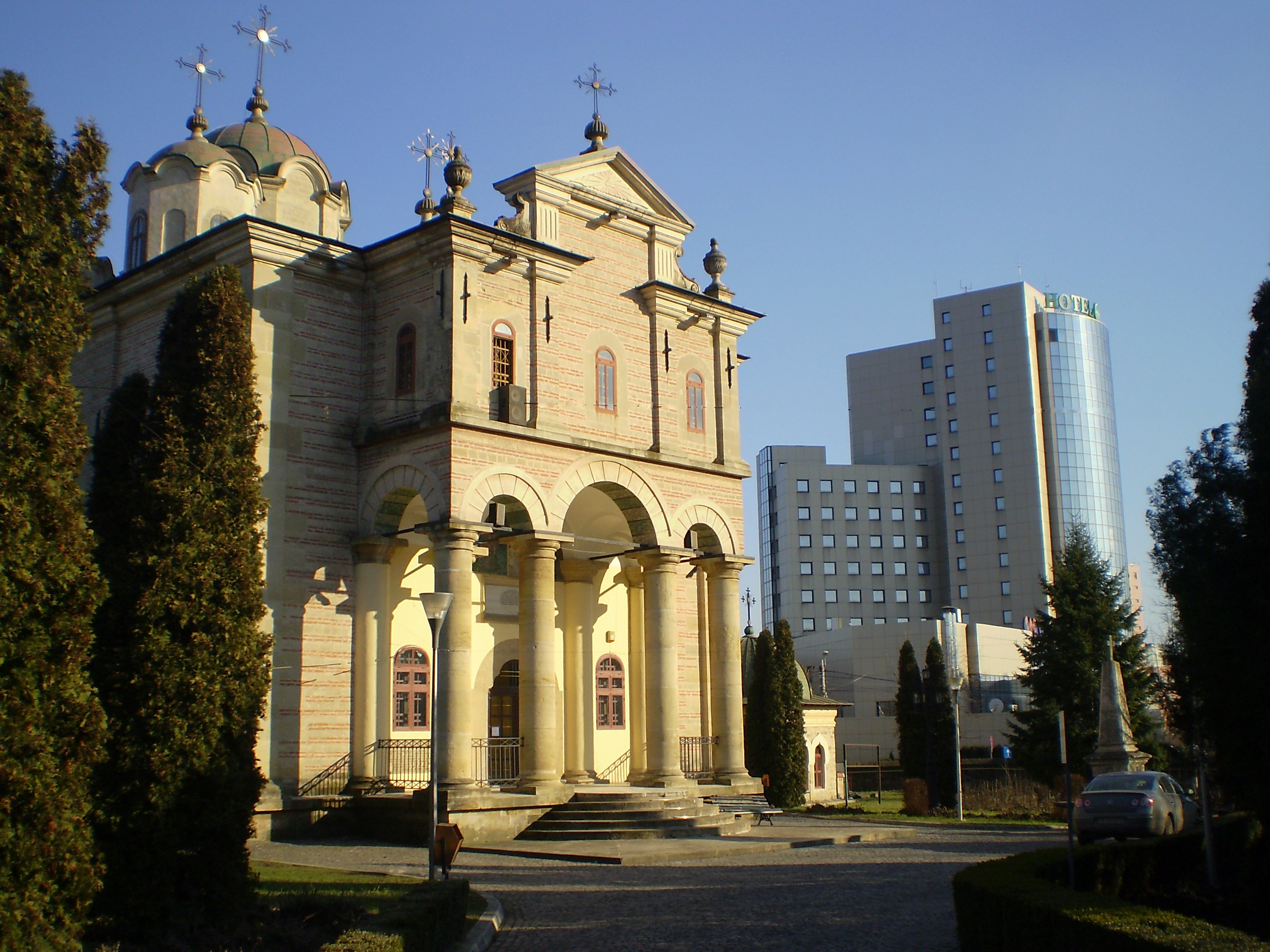
Biserica Bărboi , 1615
Biserica Nicoriță , 1626
Biserica Barnovschi , 1633
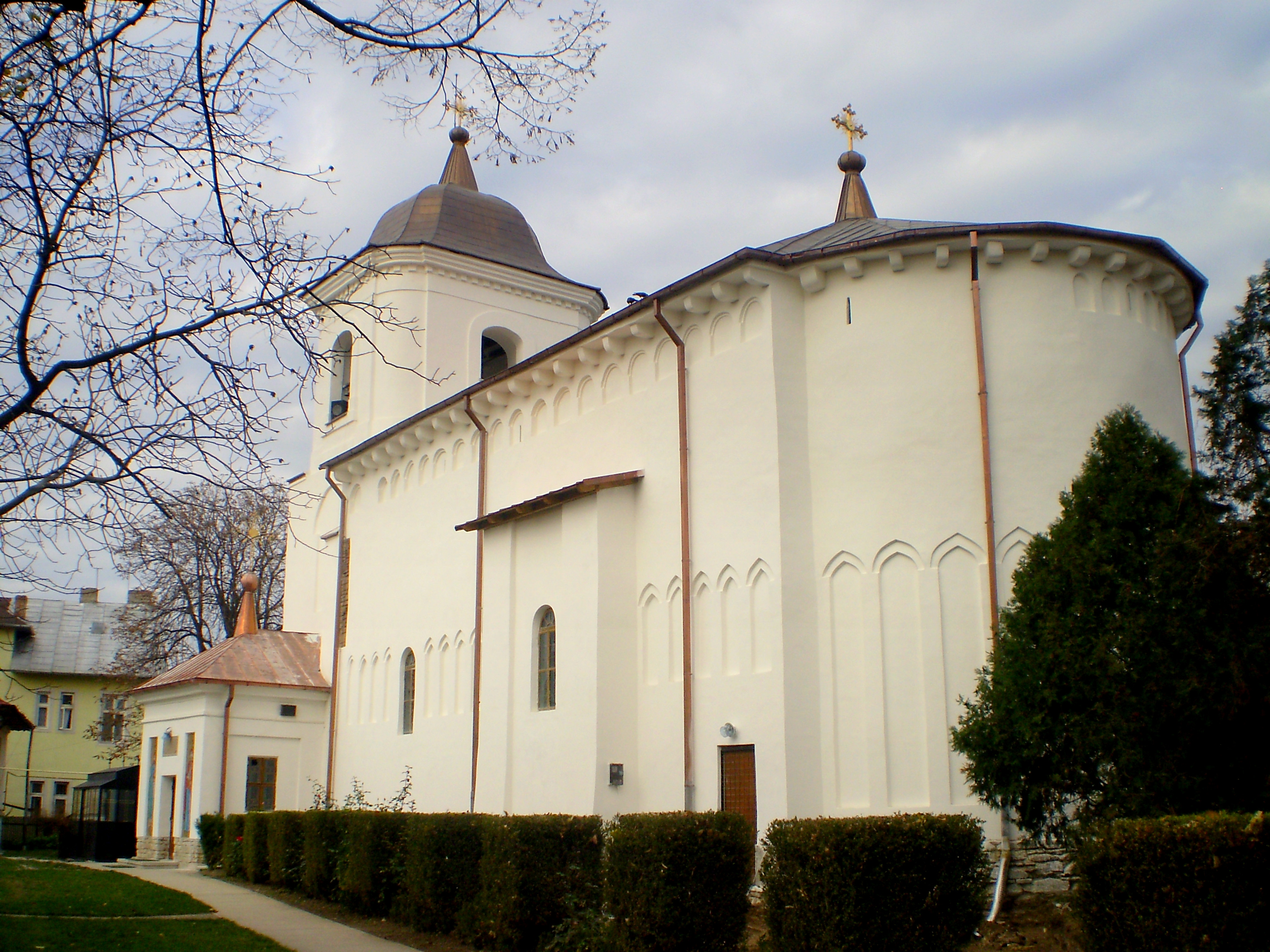
Biserica "Sfântul Ioan Botezătorul" , 1635
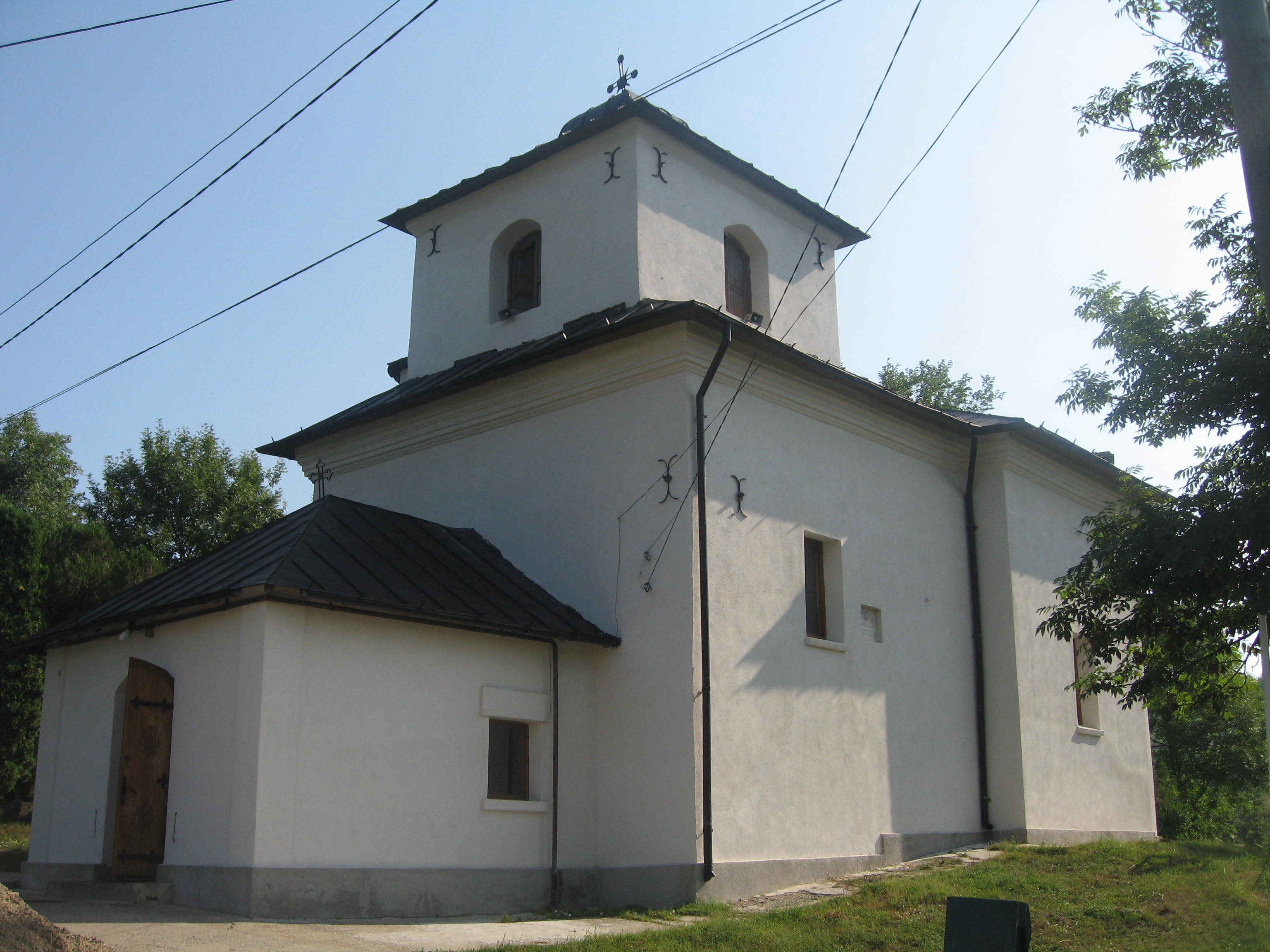
Mănăstirea Podgoria Copou , 1638
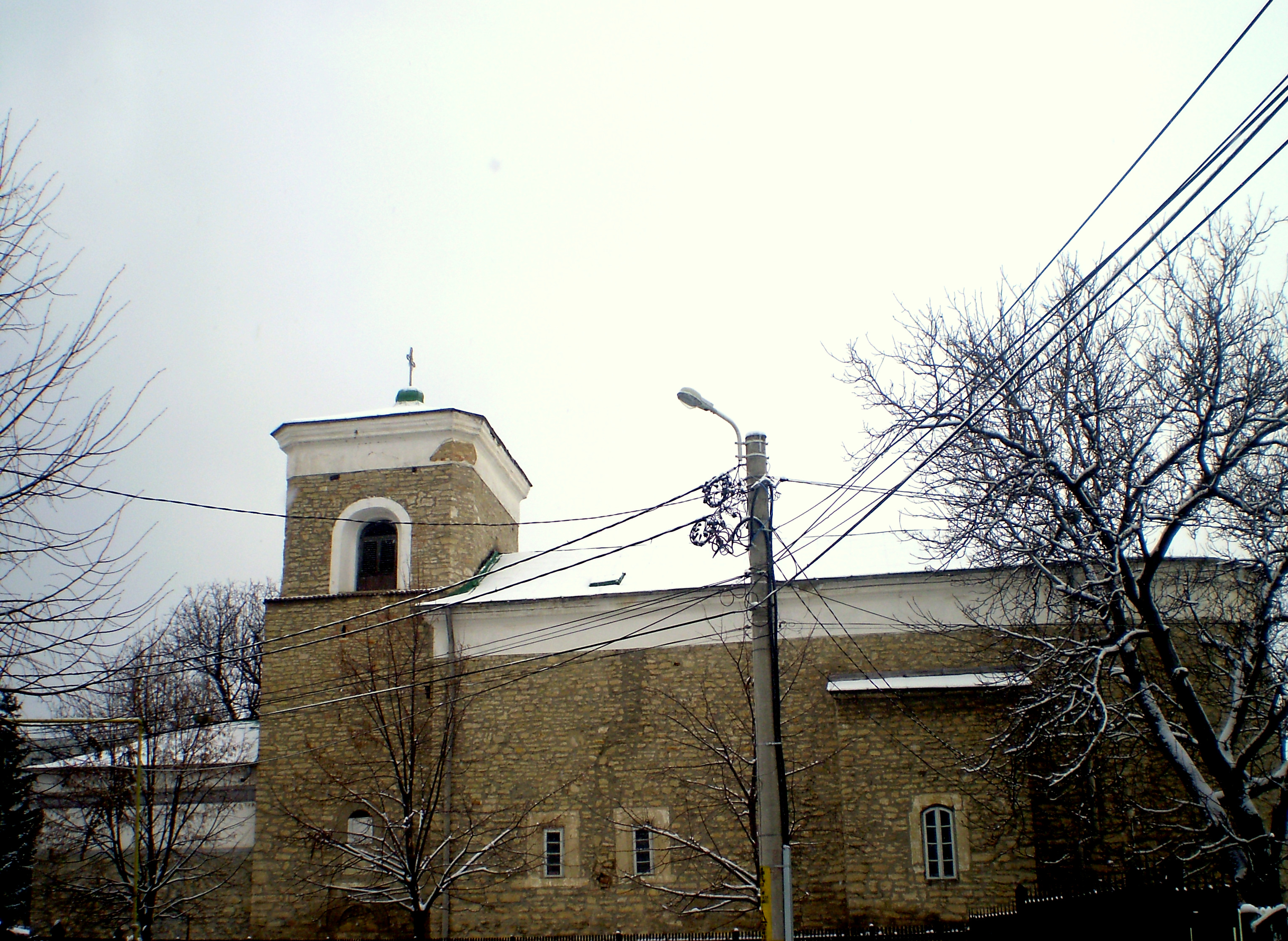
Biserica Zlataust , 1638
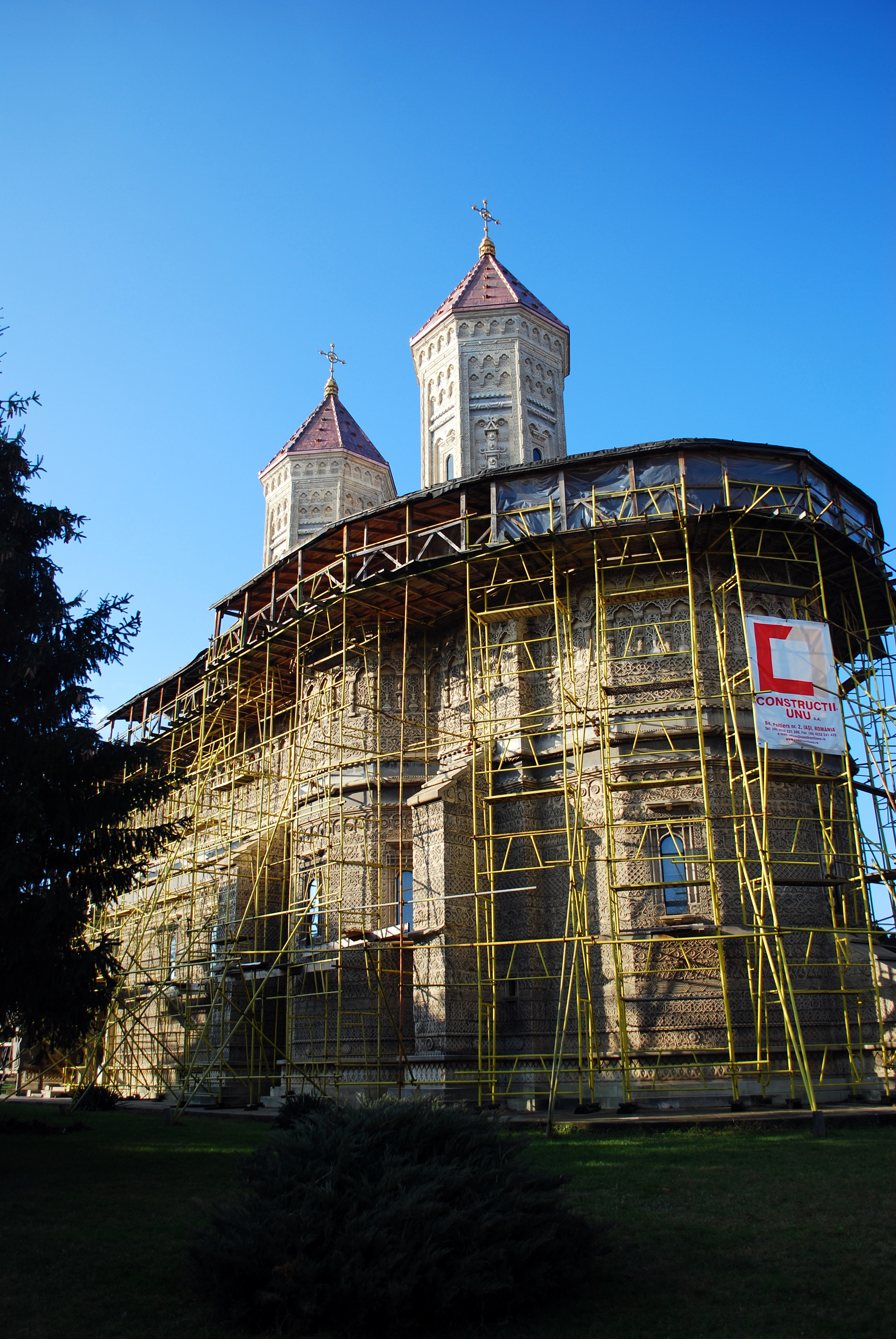
Biserica "Trei Ierarhi" , 1639
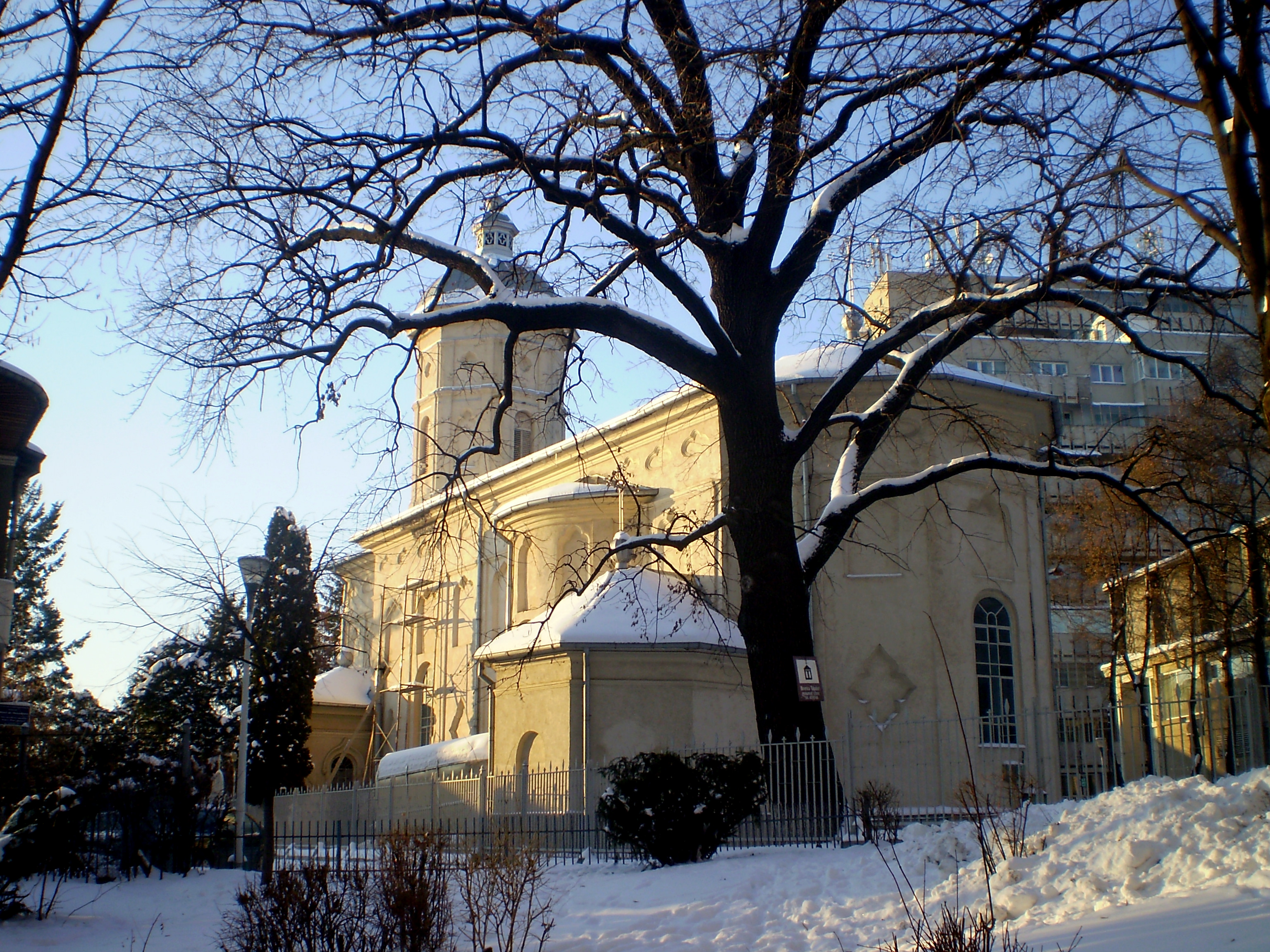
Biserica Talpalari , 1640
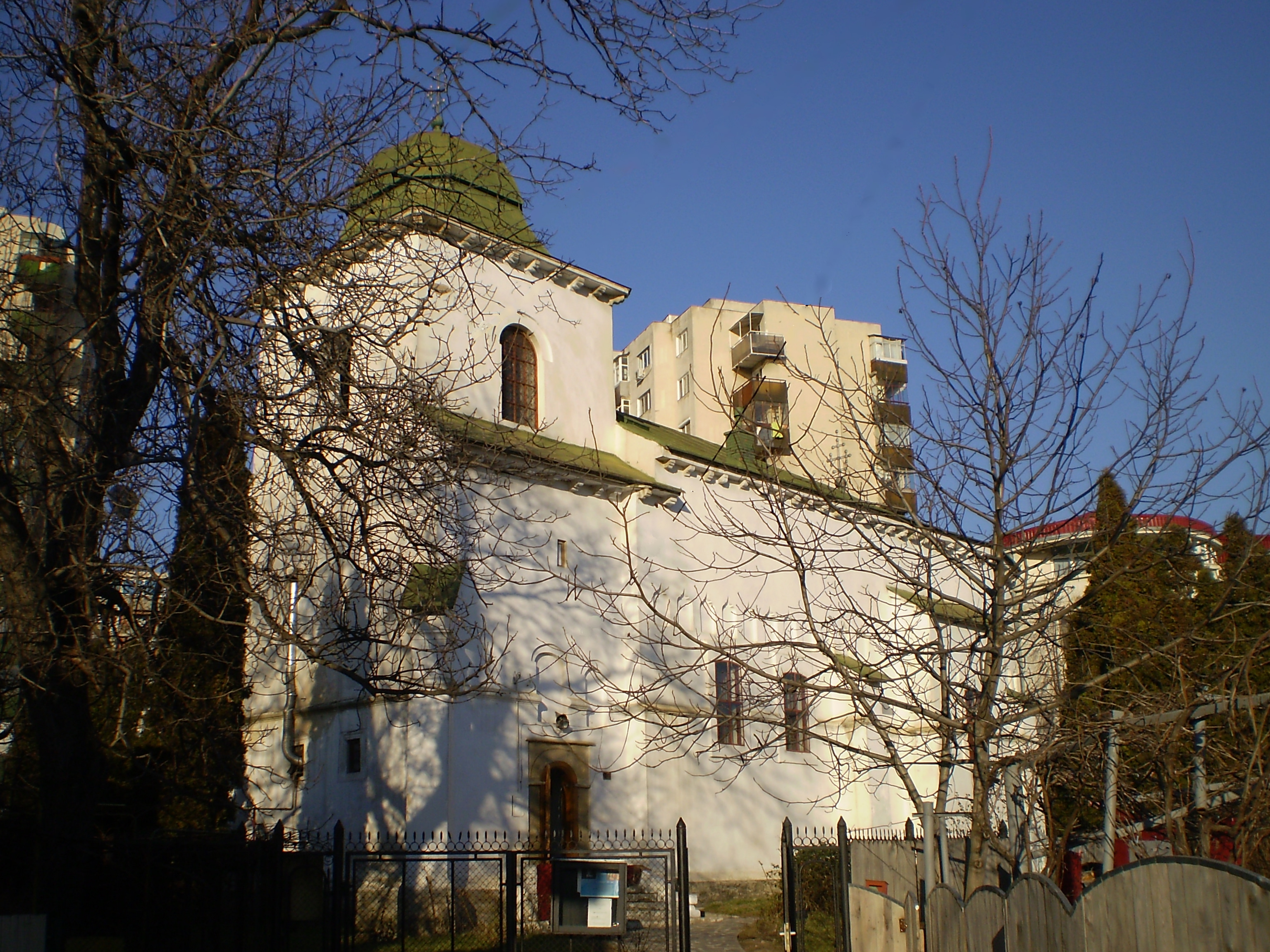
Biserica Vovidenia , 1645
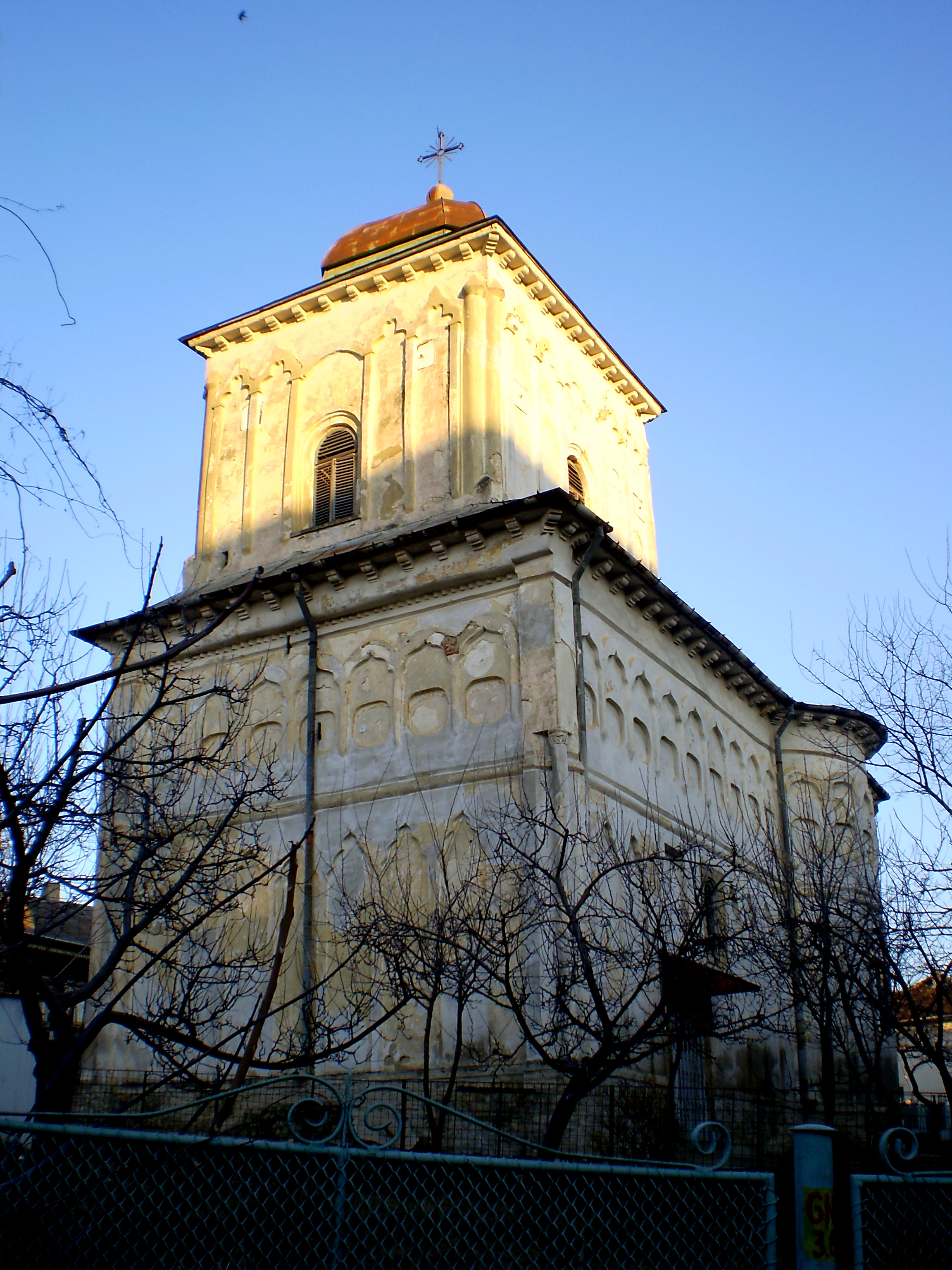
Biserica Sfinții Atanasie și Chiril , 1651
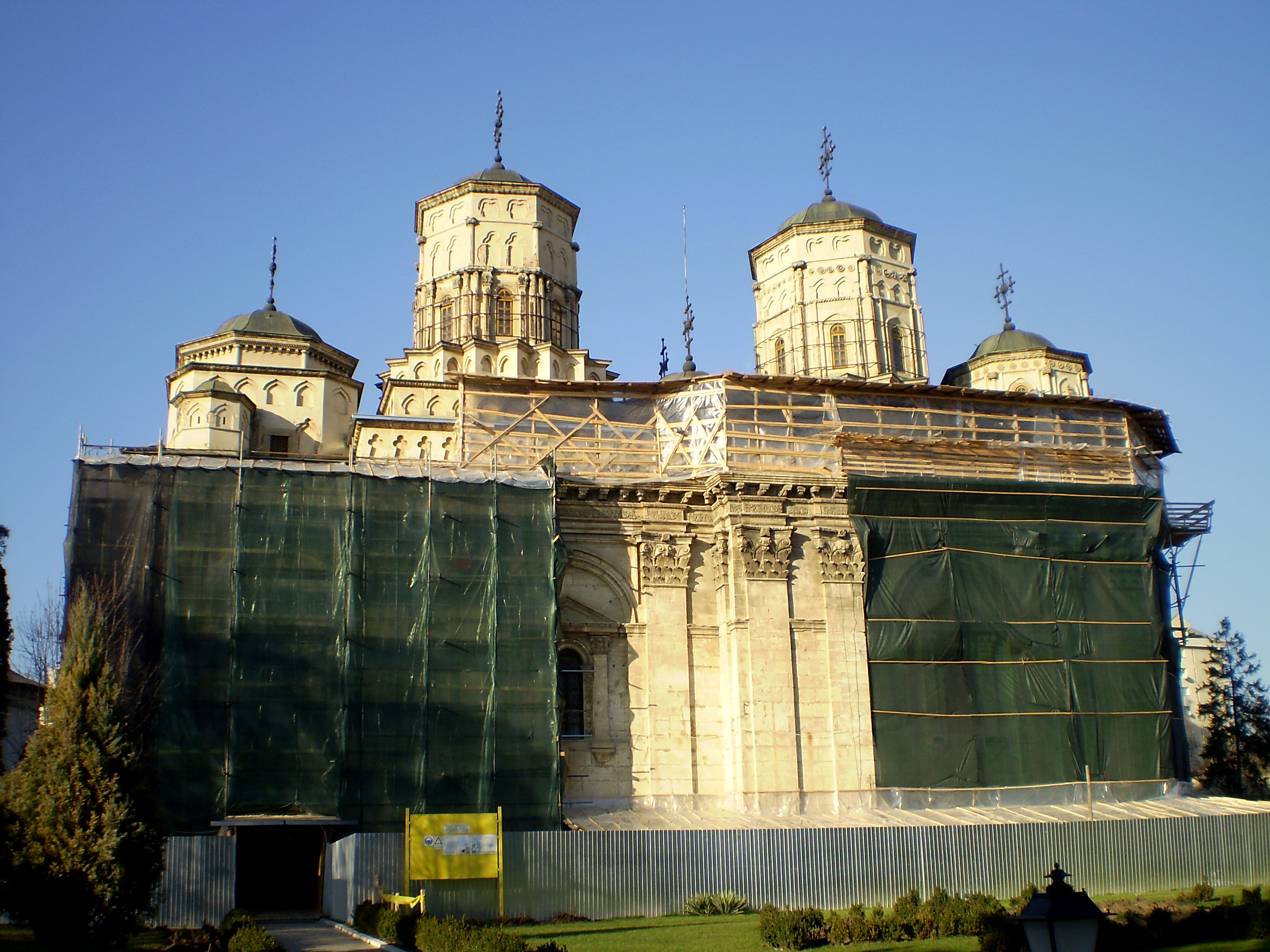
Biserica Mănăstirii Golia , 1653
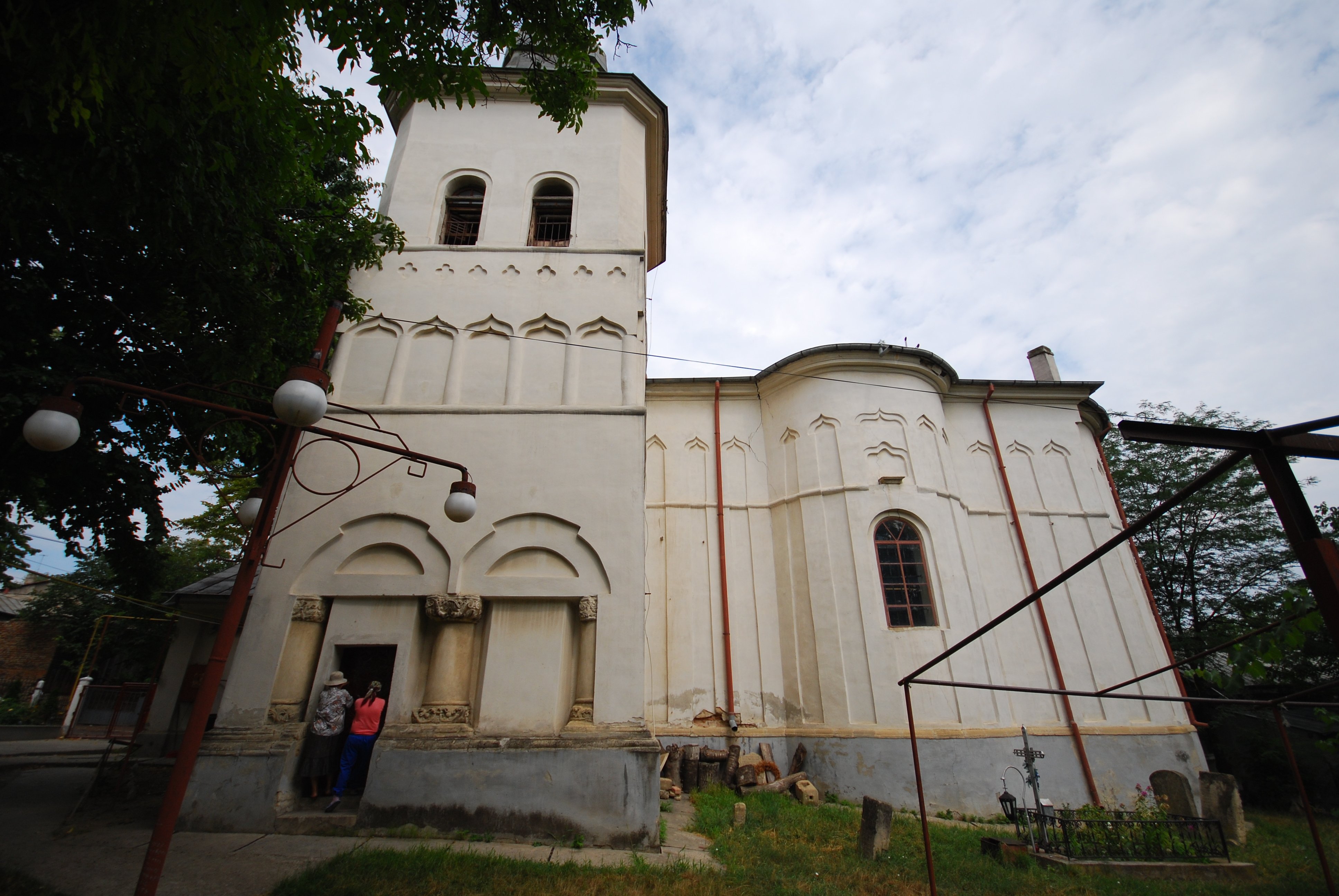
Biserica Curelari , 1663
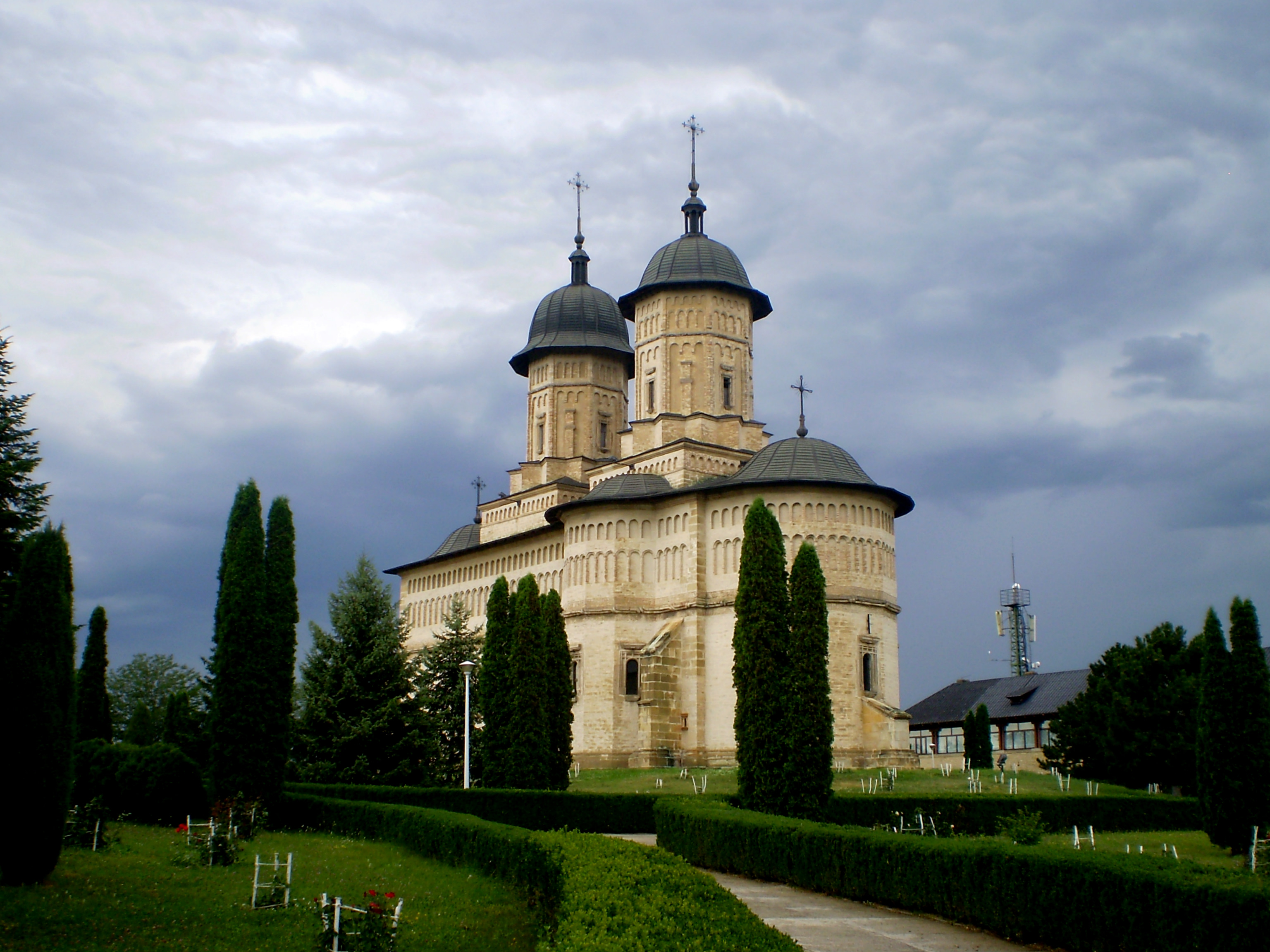
Biserica Mănăstirii Cetățuia , 1672
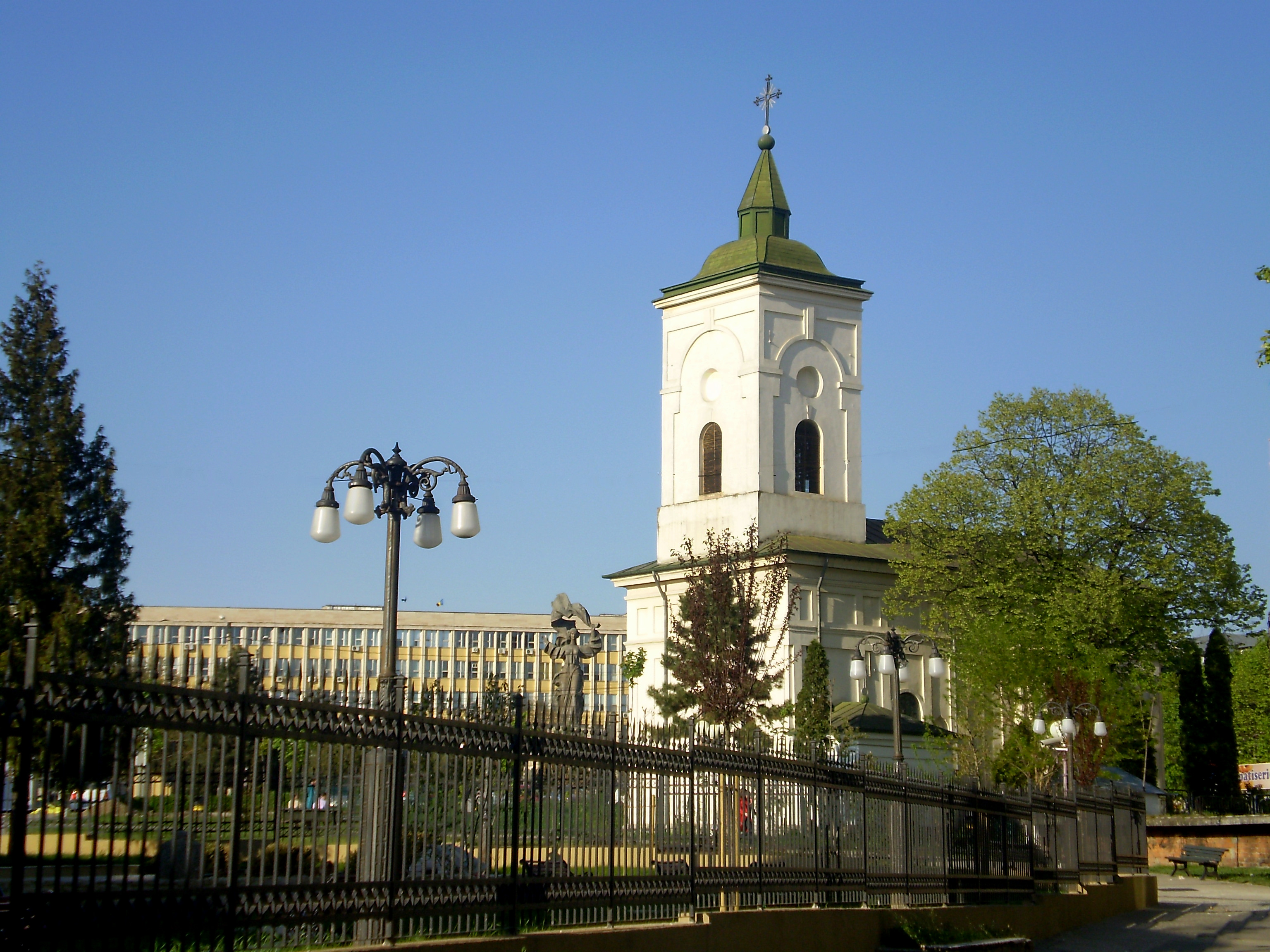
Biserica "Mitocul Maicilor" , 1680
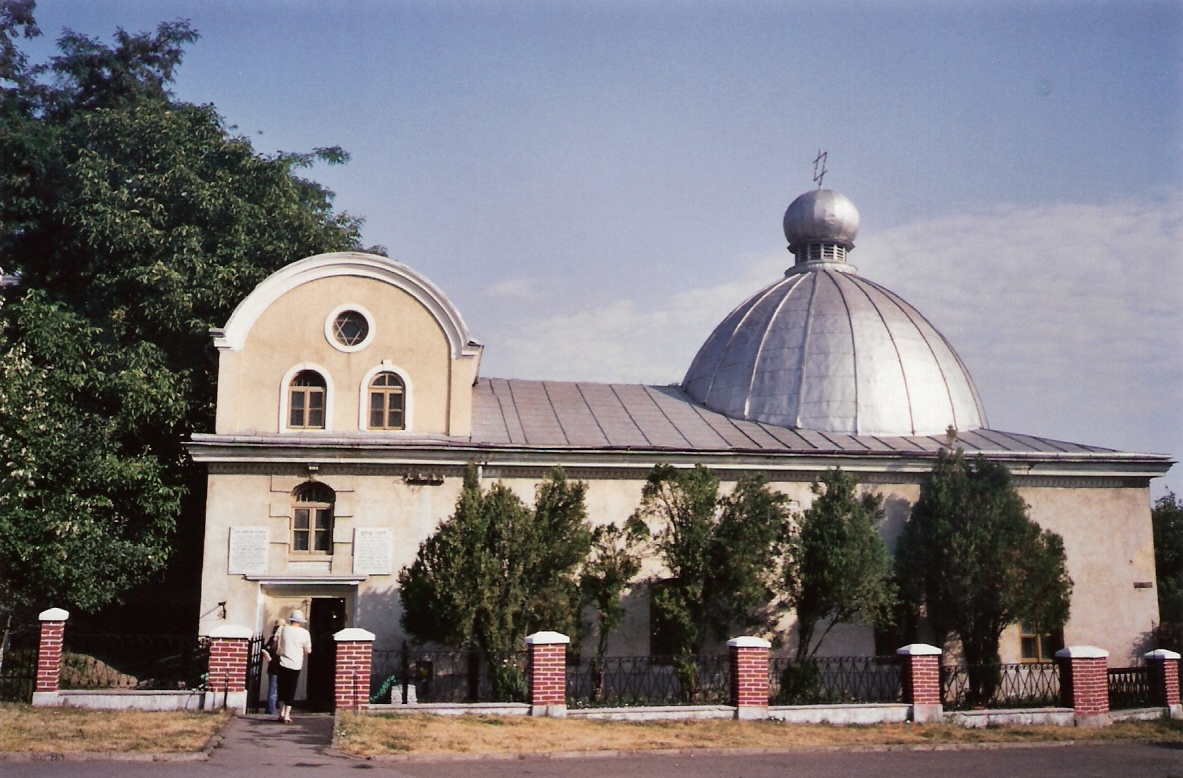
Marea Sinagogă , 1682
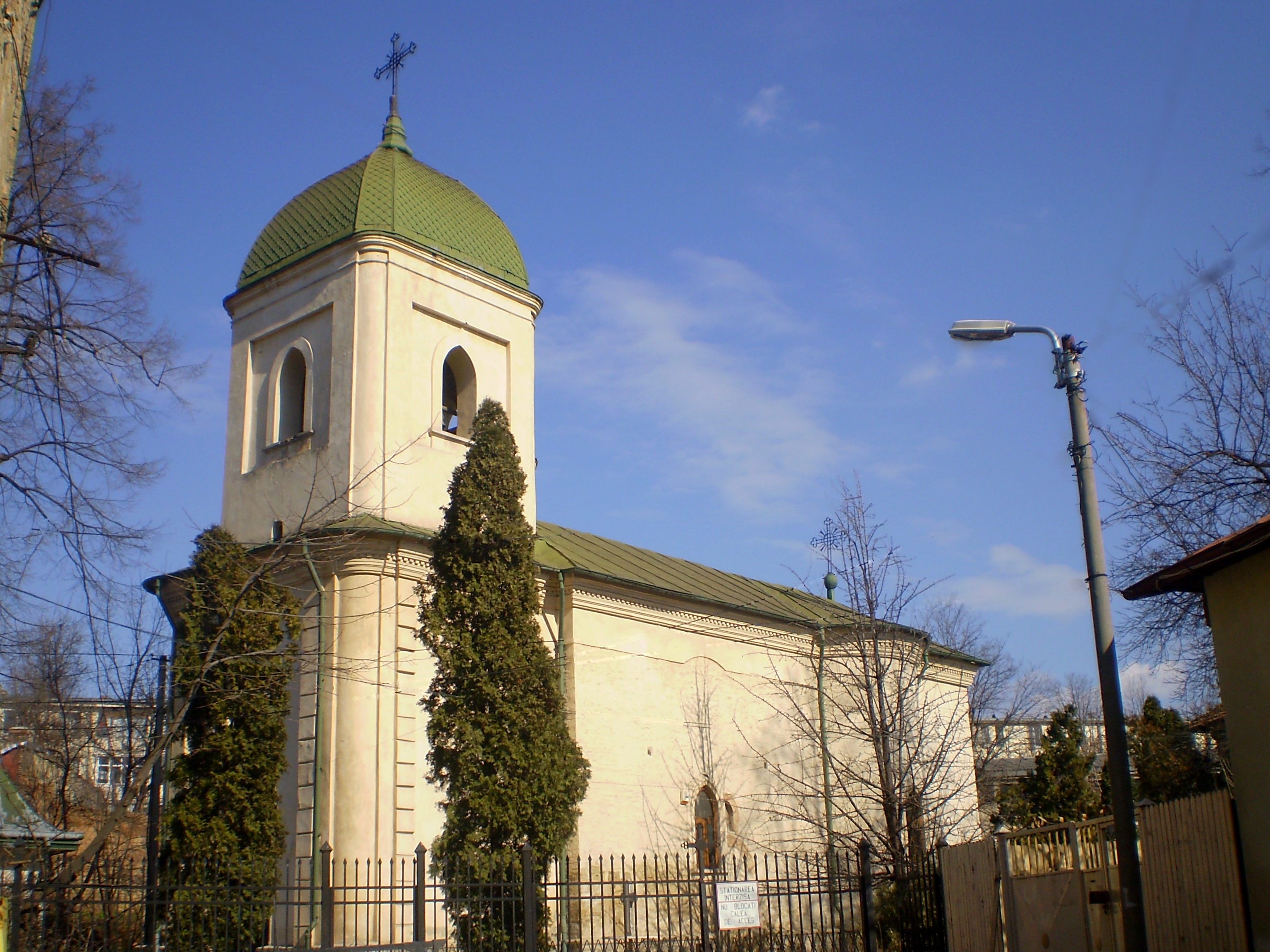
Biserica "Sfântul Dumitru-Balș" , 1690
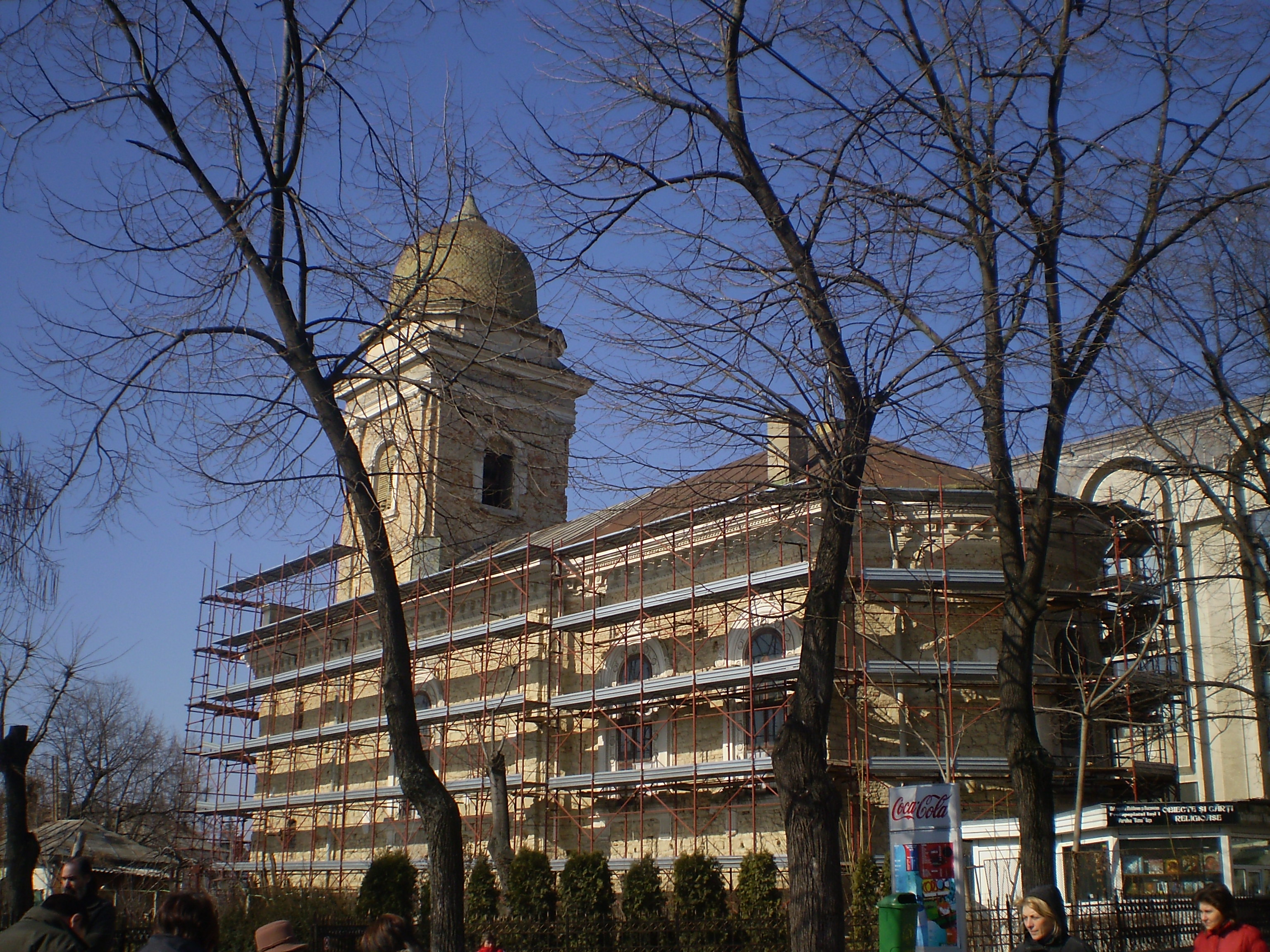
Biserica Banu , 1705
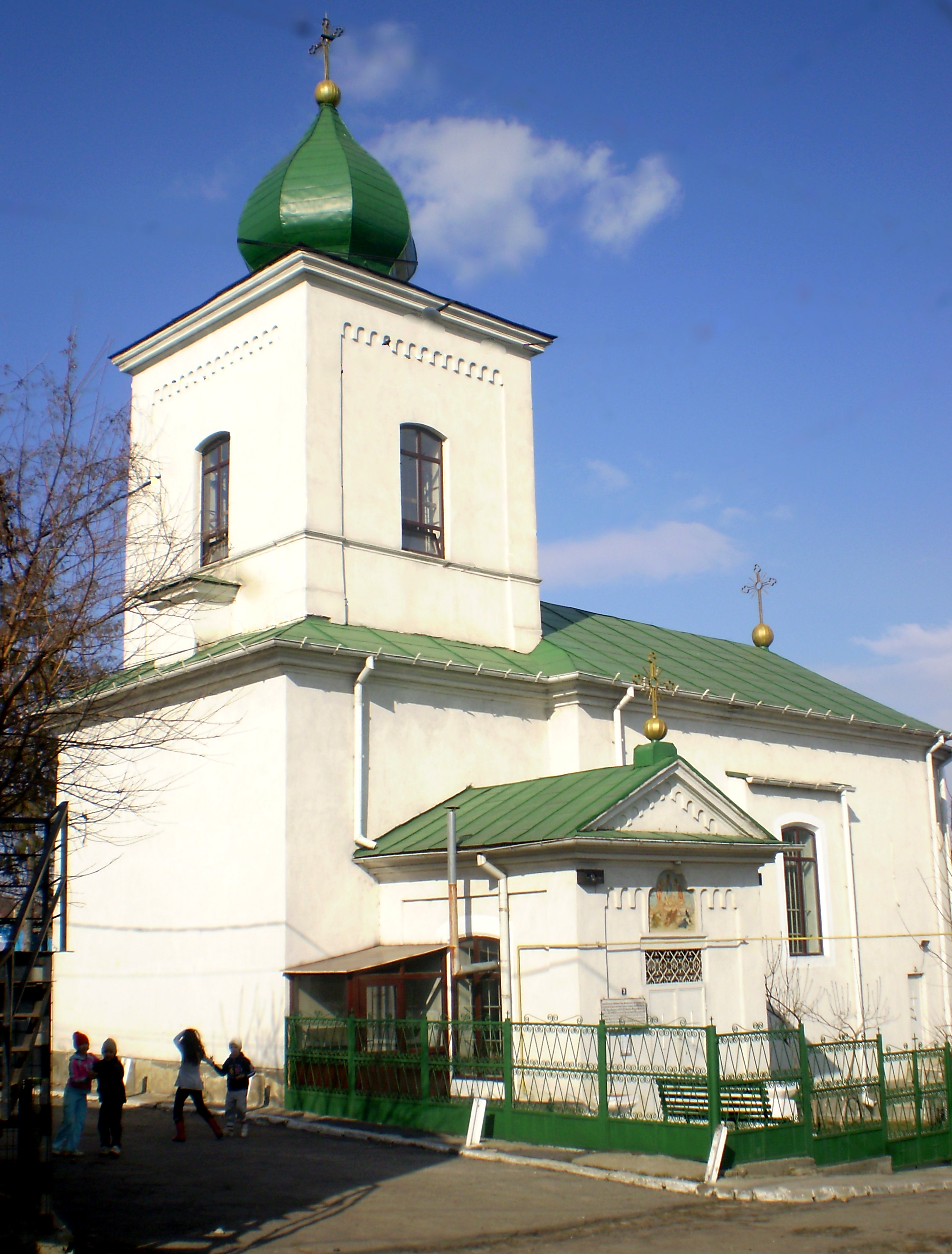
Biserica Albă , 1750
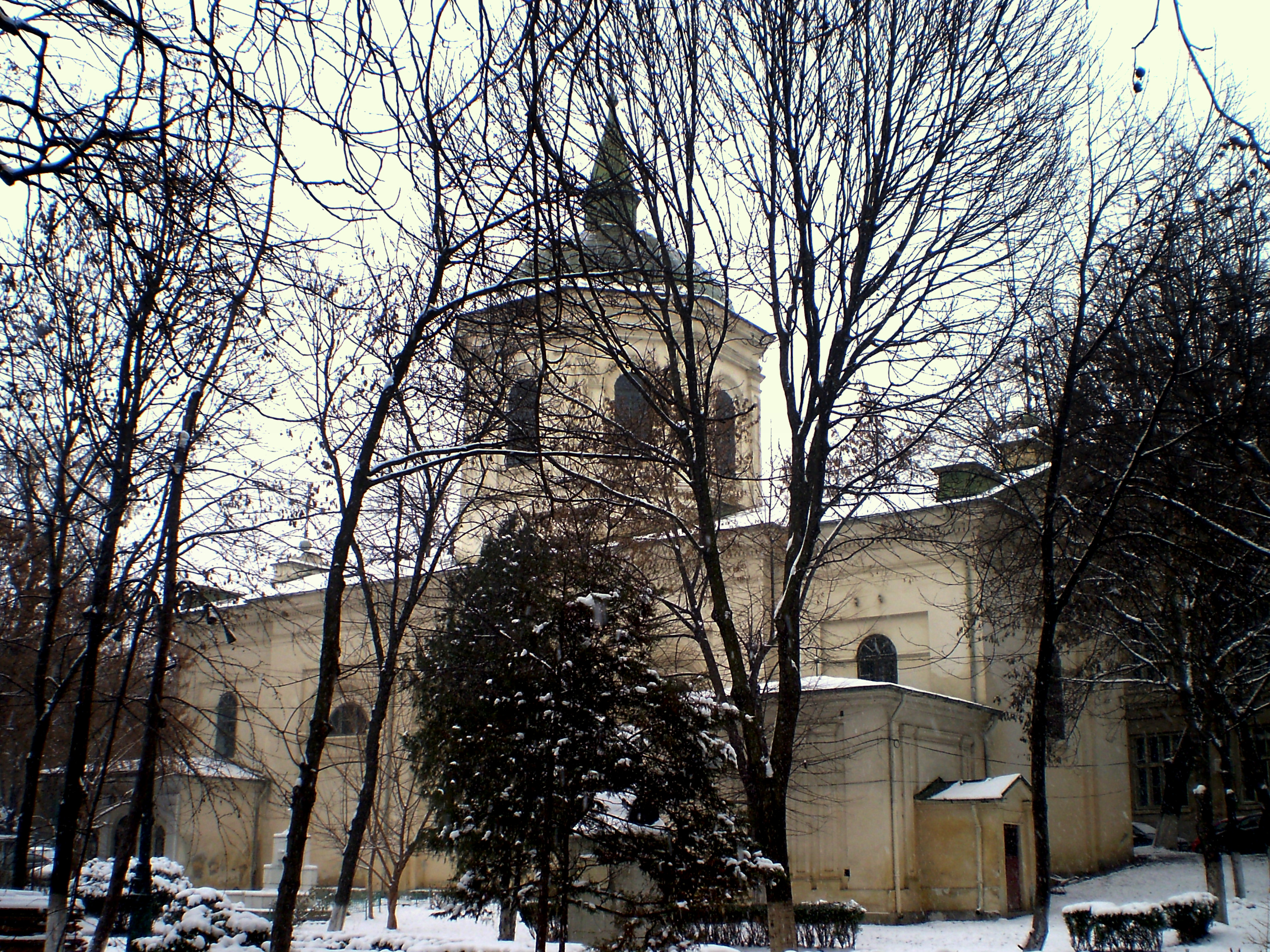
Biserica Sfântul Spiridon , 1752
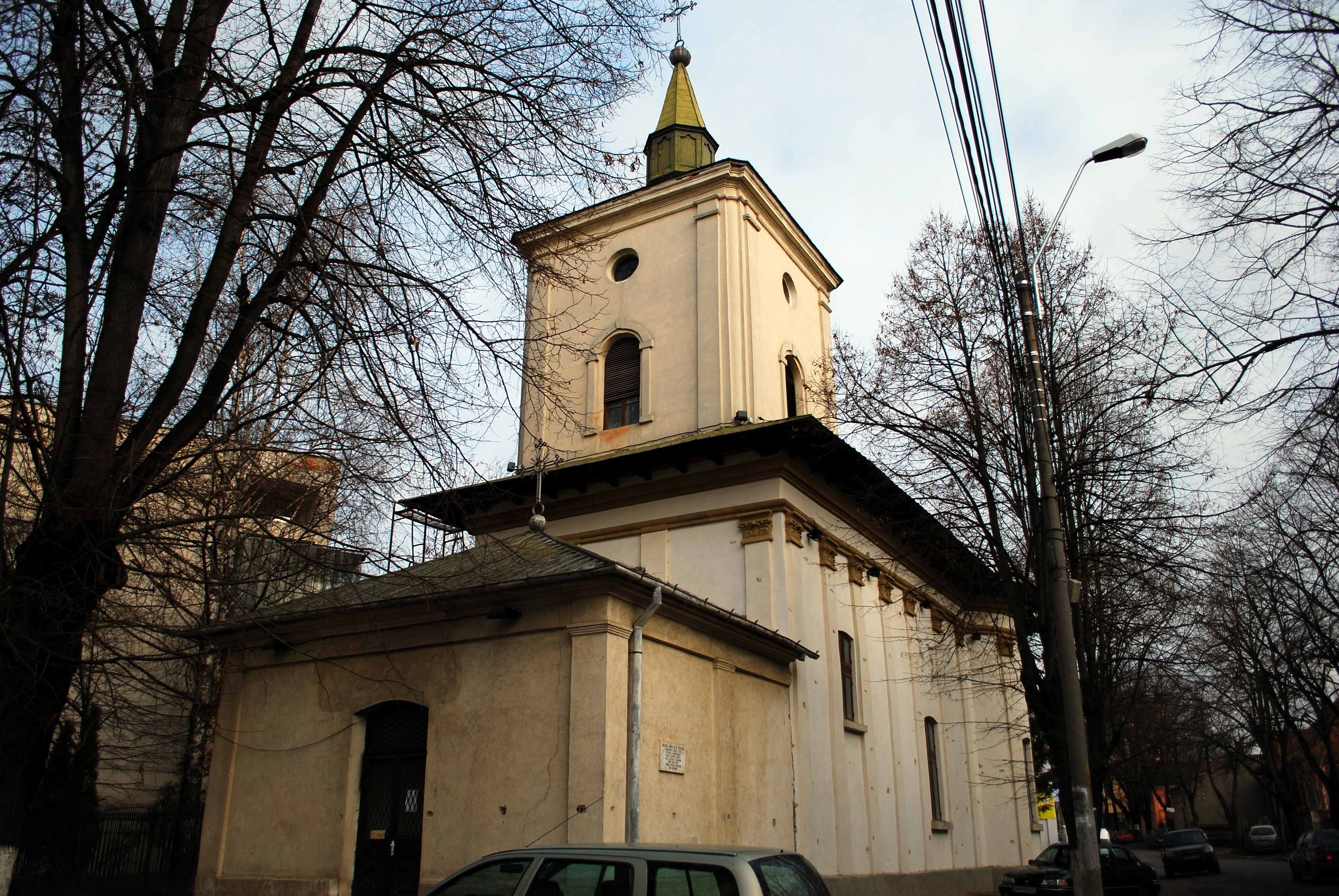
Biserica „Sfinții 40 de Mucenici” , 1760
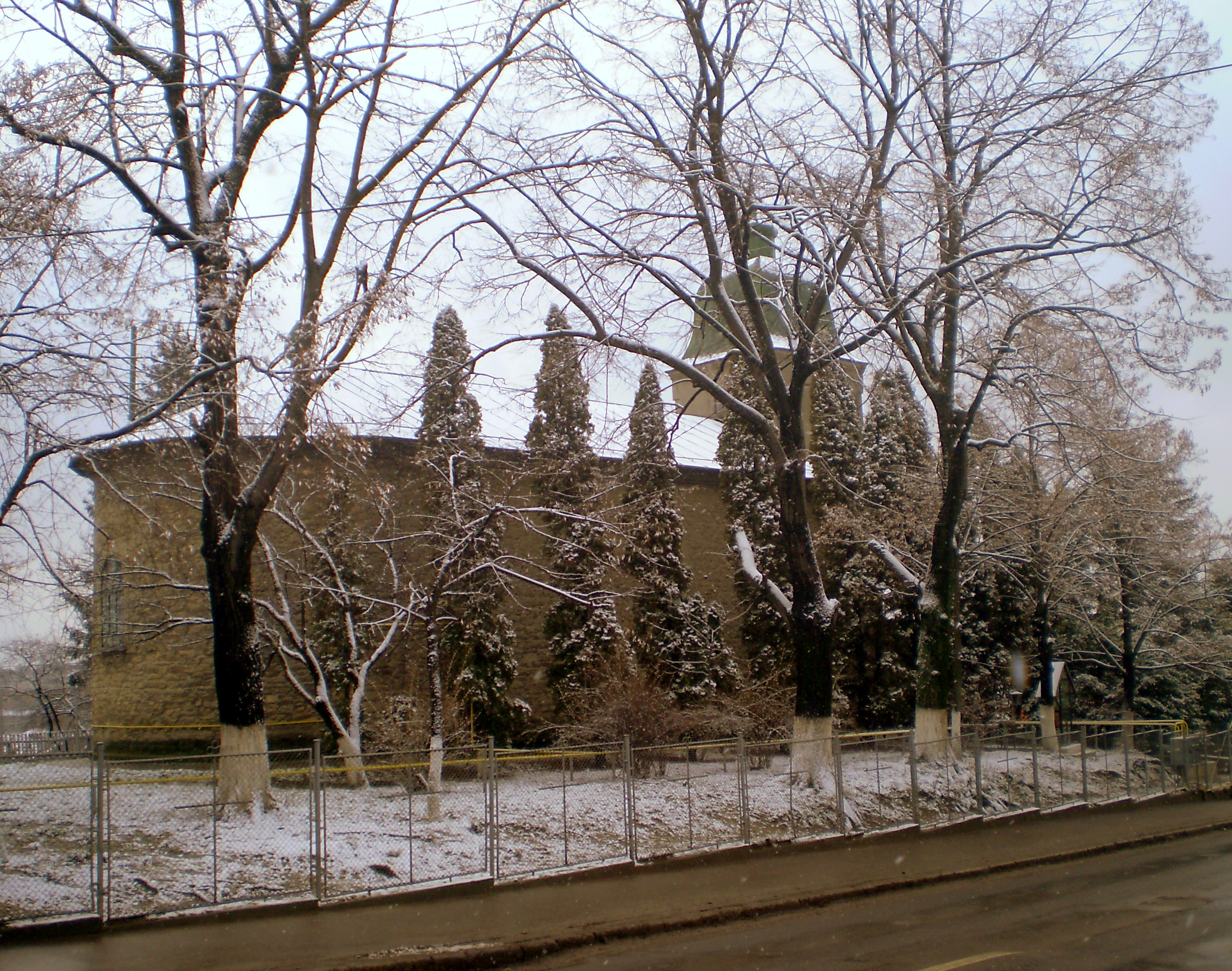
Biserica Sfântul Vasile Tătărași , 1760
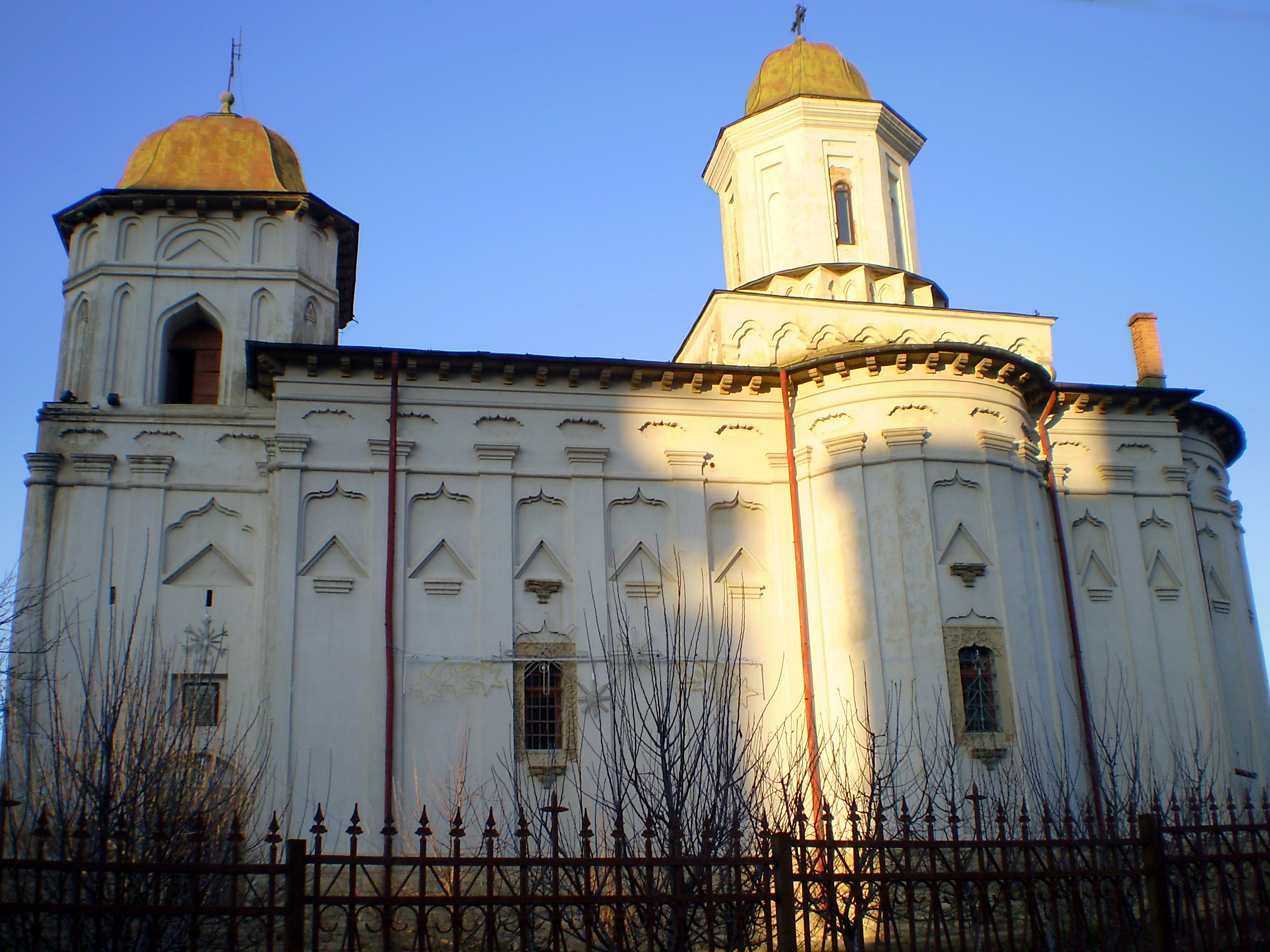
Biserica Sfinții Teodori , 1761
Biserica Sfântul Pantelimon , 1863
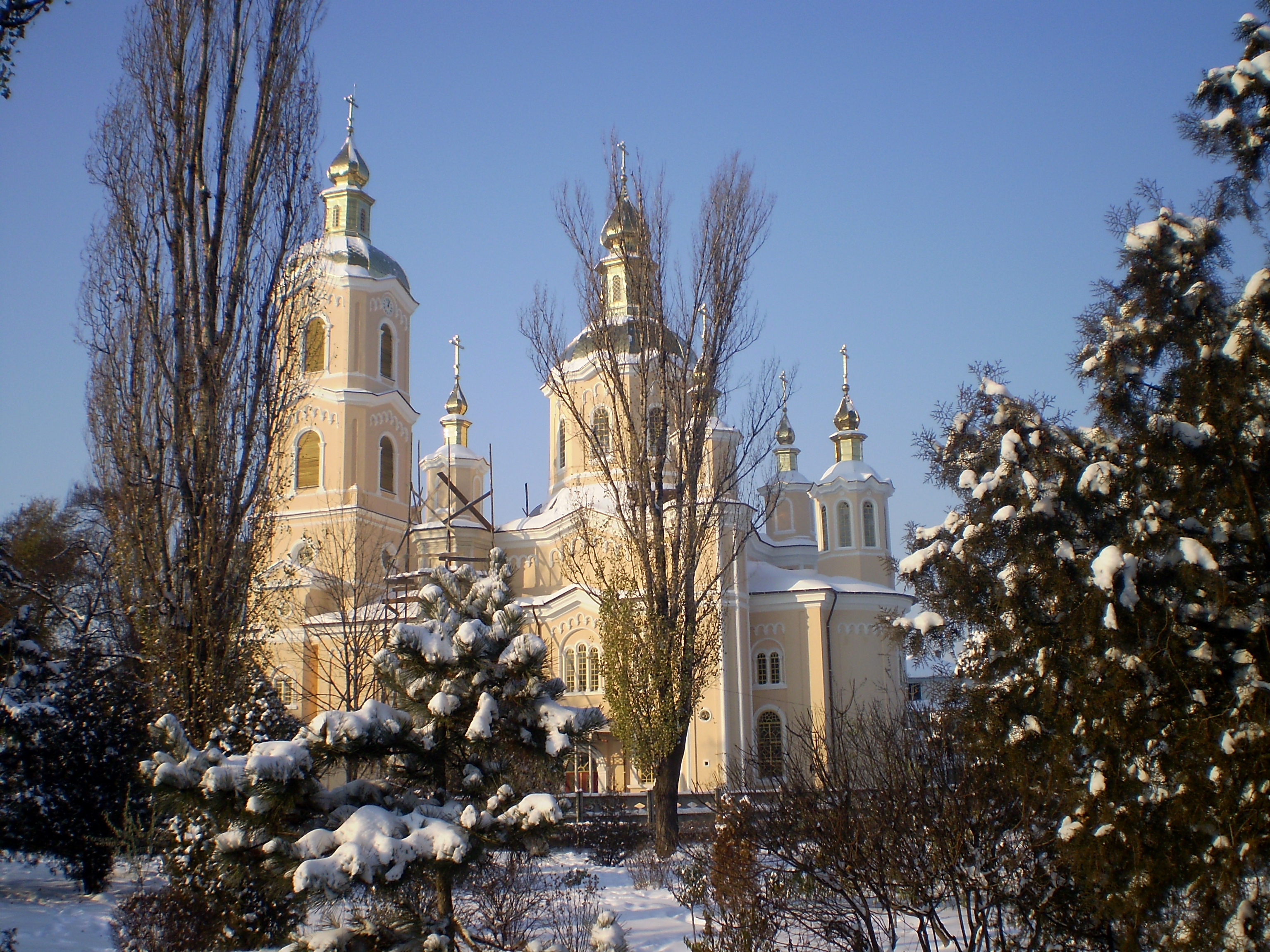
Biserica Lipovenească , 1780
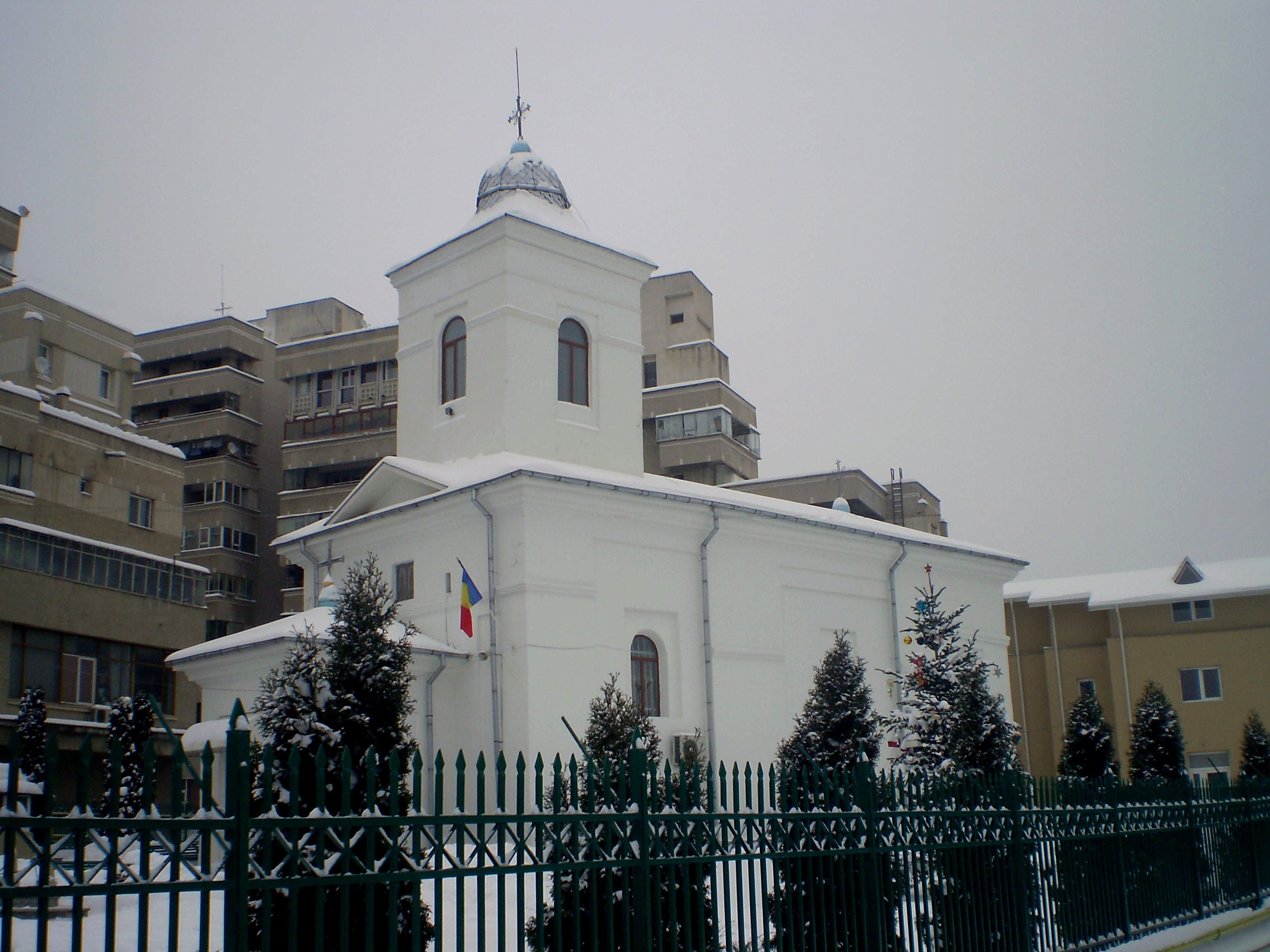
Biserica Sfîntul Lazăr , 1785
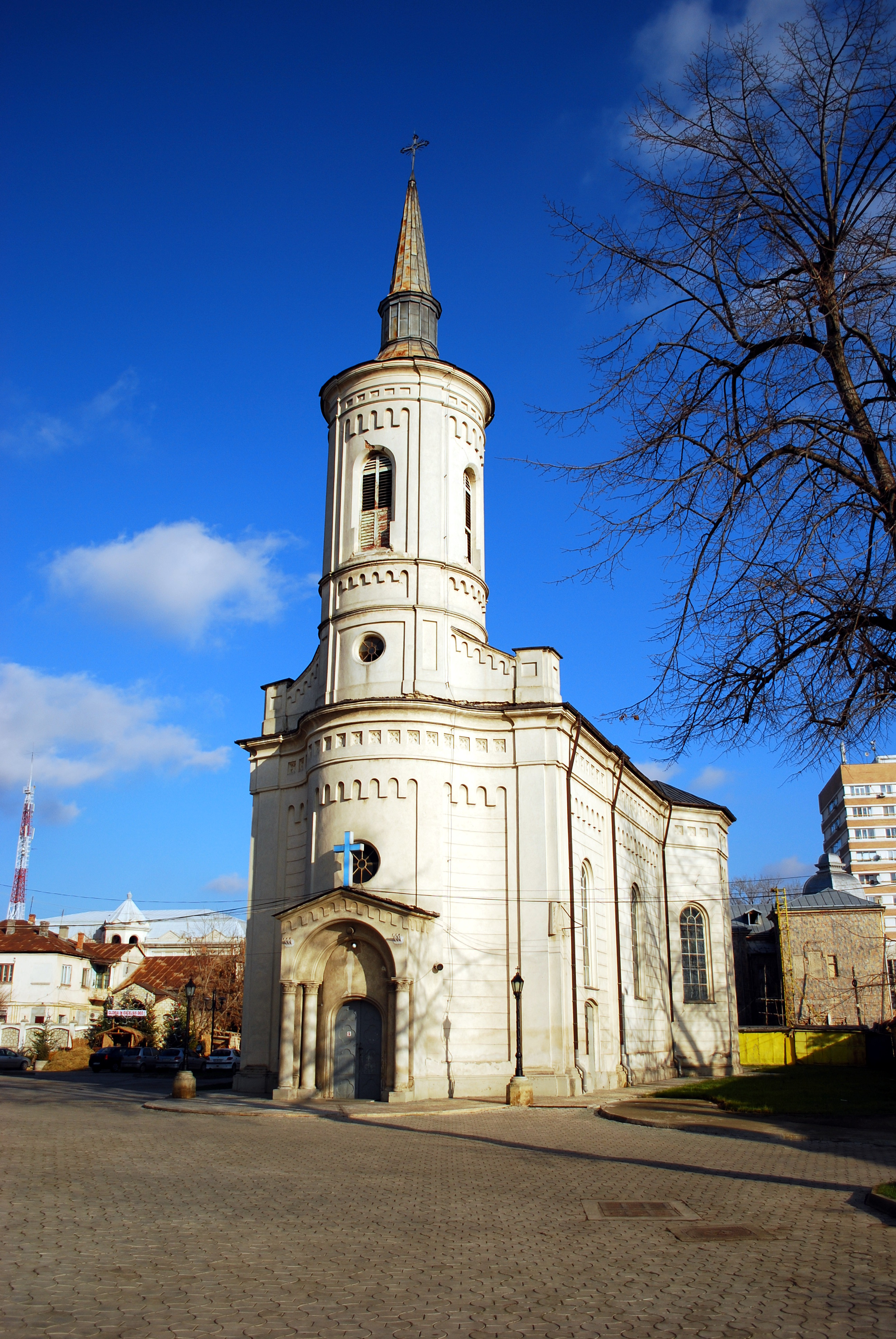
Biserica romano-catolică "Adormirea Maicii Domnului" , 1789
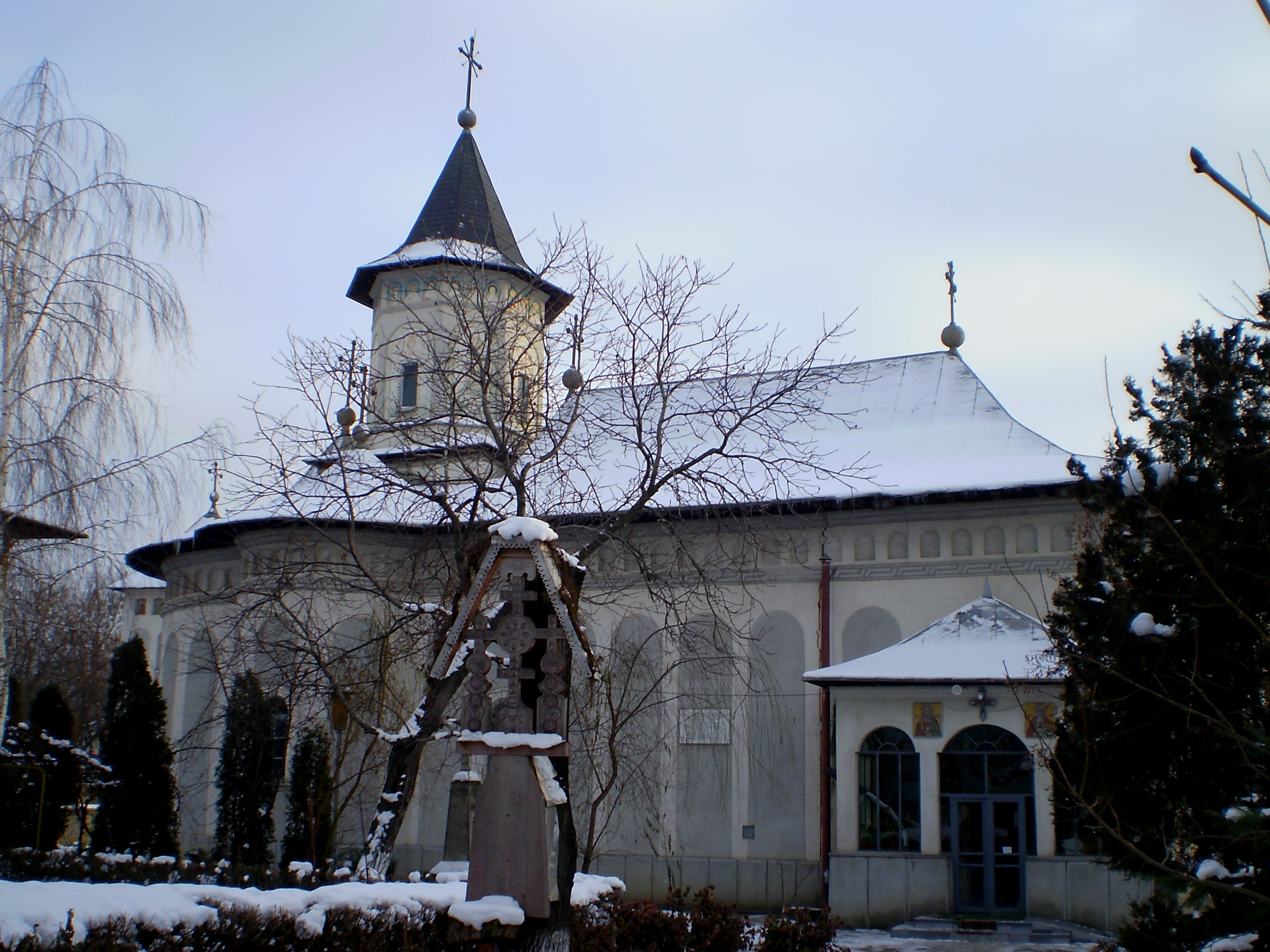
Biserica "Sfântul Andrei" , 1794
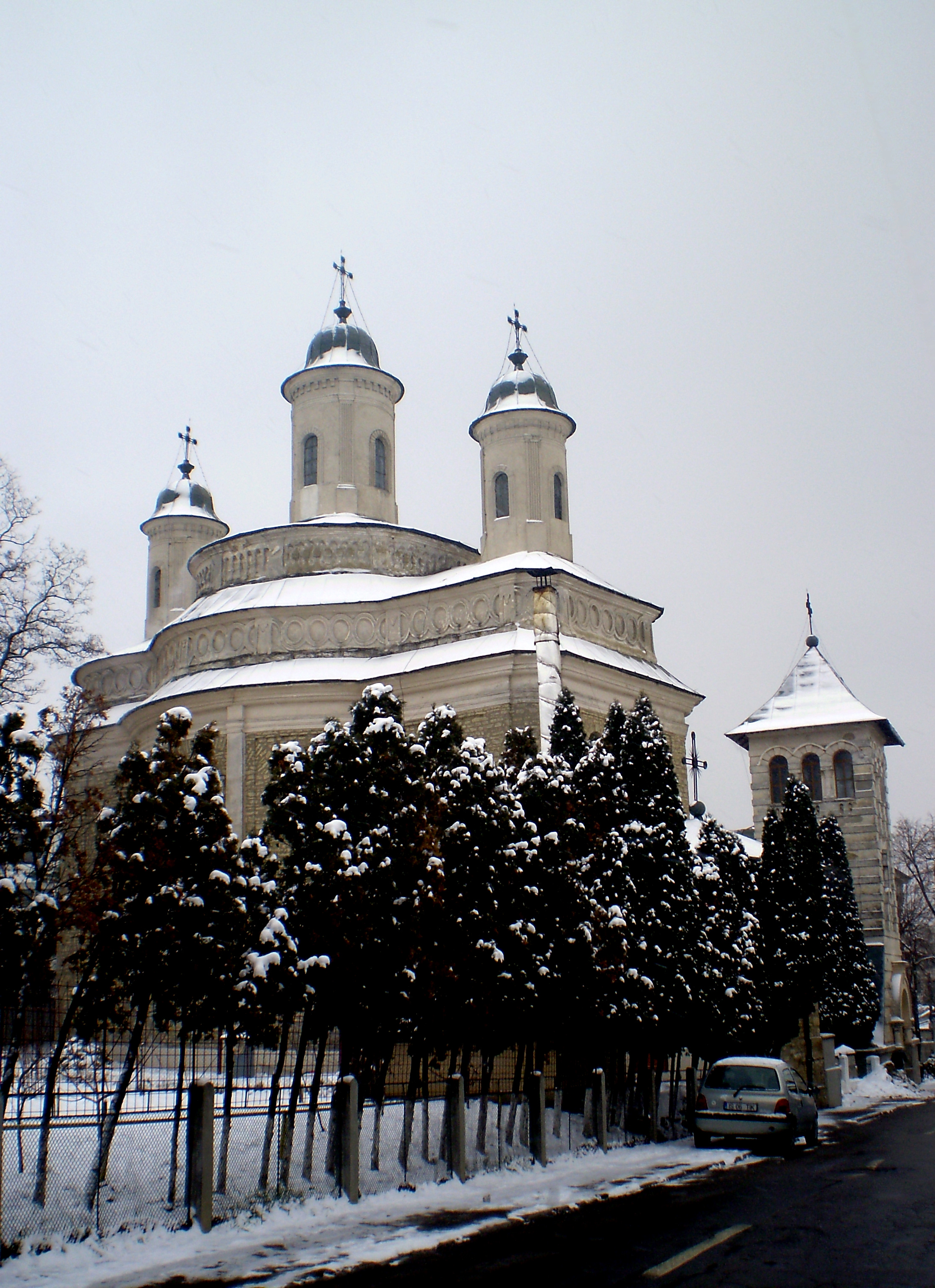
Biserica Sfântul Haralambie , 1800
Biserica Sfântul Dumitru Misai , 1802
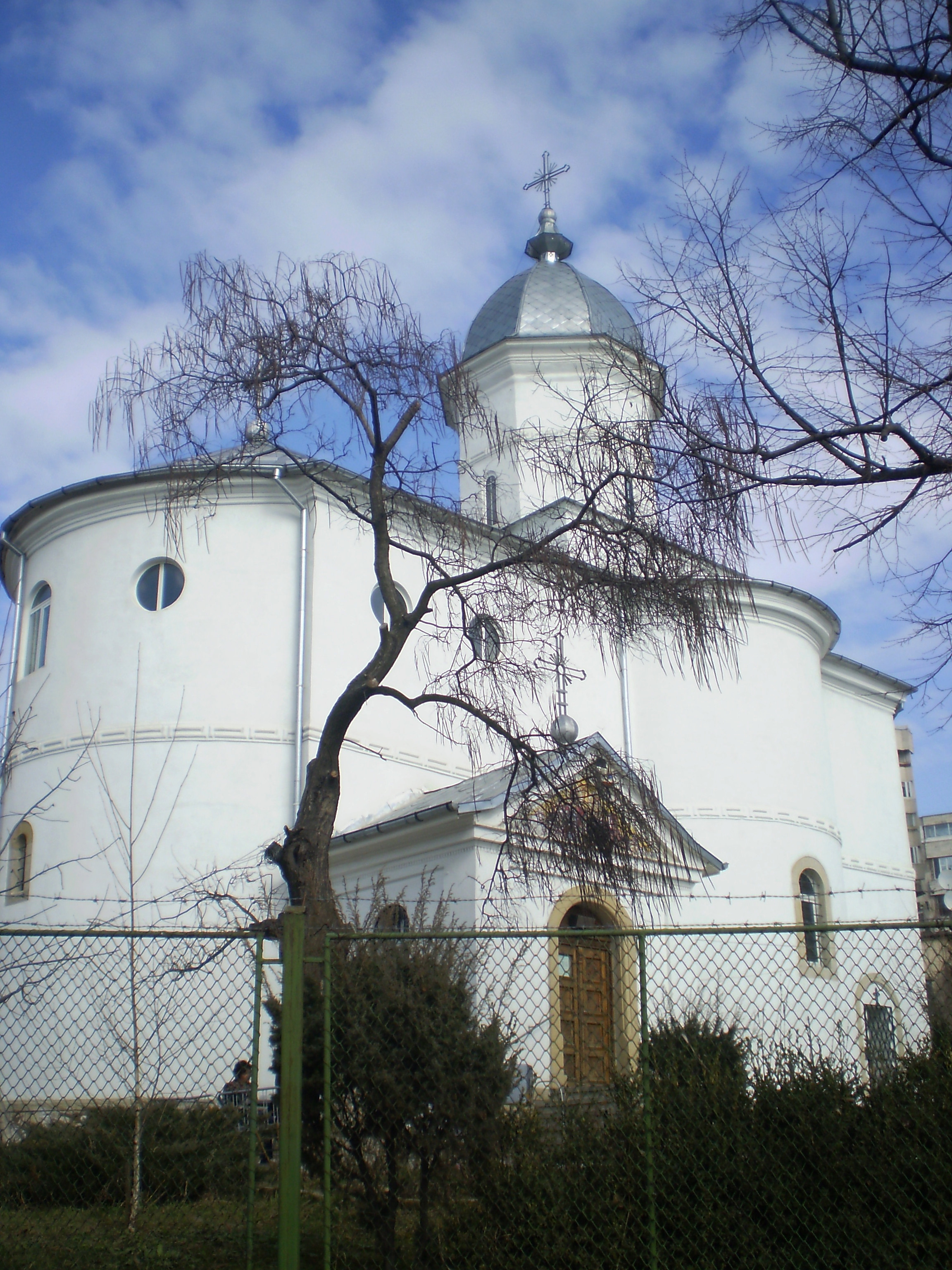
Biserica "Sfântul Gheorghe Lozonschi" , 1803
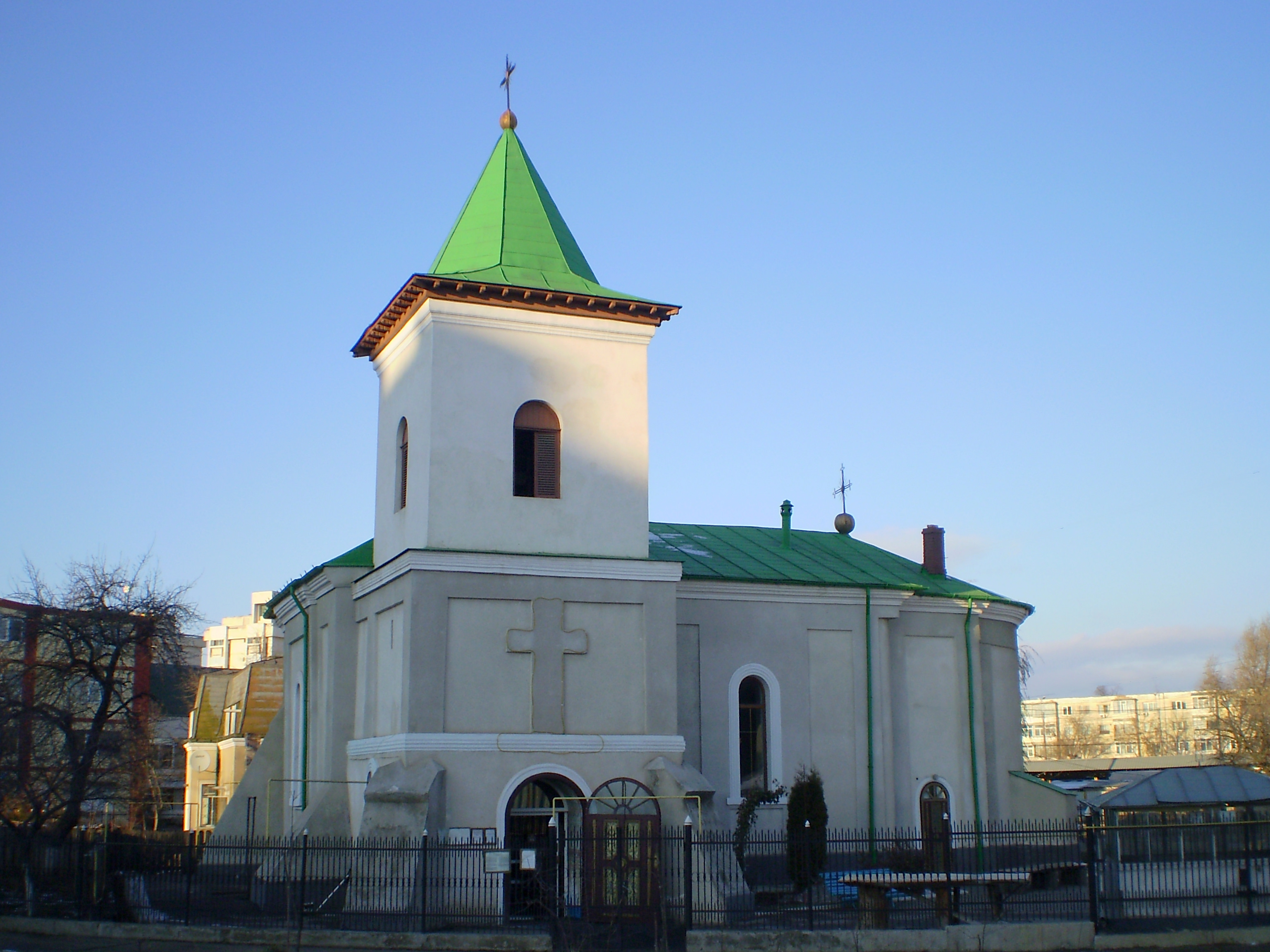
Biserica "Ziua Crucii" , 1803
Biserica Toma Cozma , 1807
Biserica Sfântul Ștefan , 1810
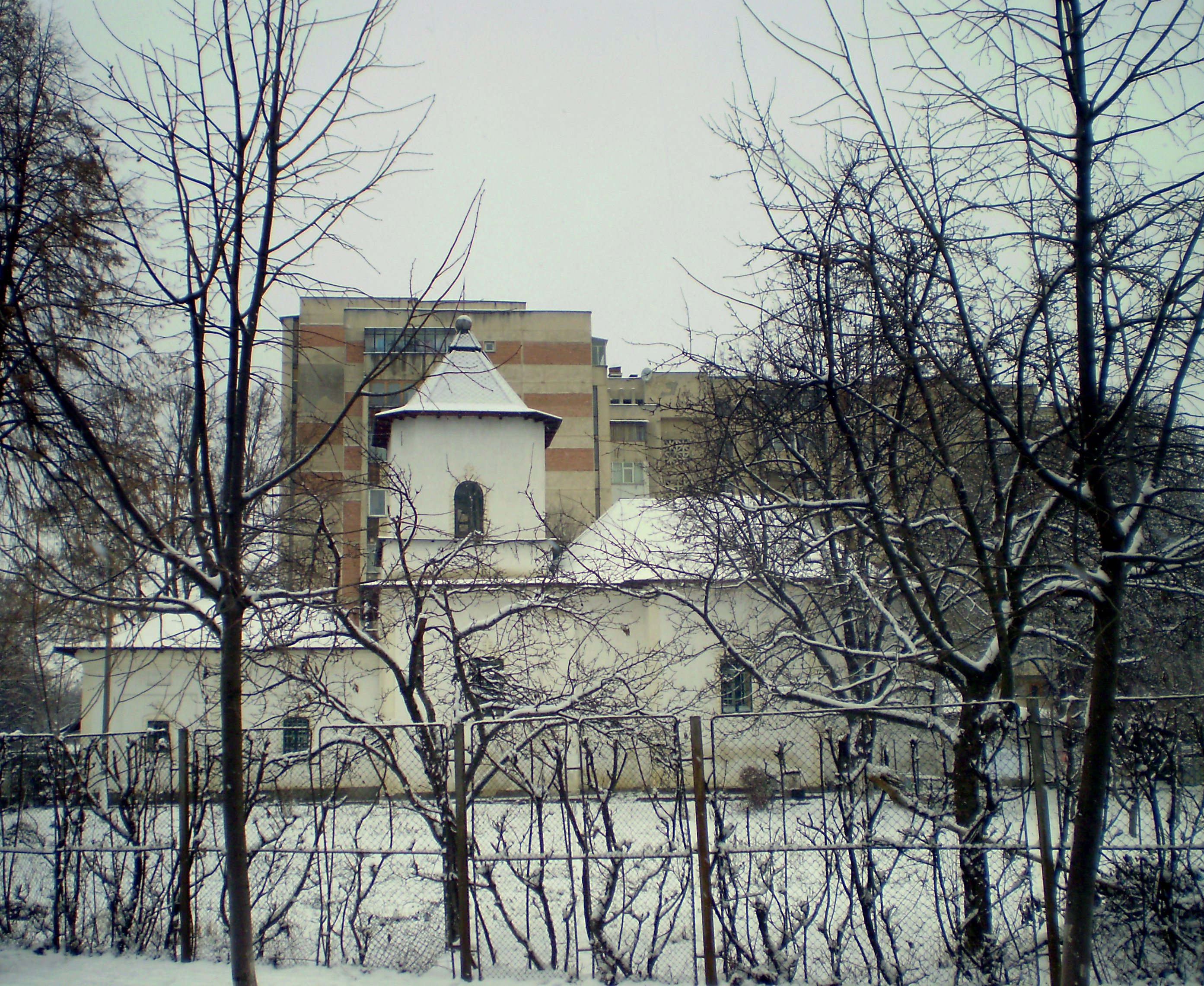
Biserica Sfântul Nicolae-Ciurchi , 1811
Biserica Sfântul Mina , 1812
Biserica Sfântul Vasile-Galata , 1813
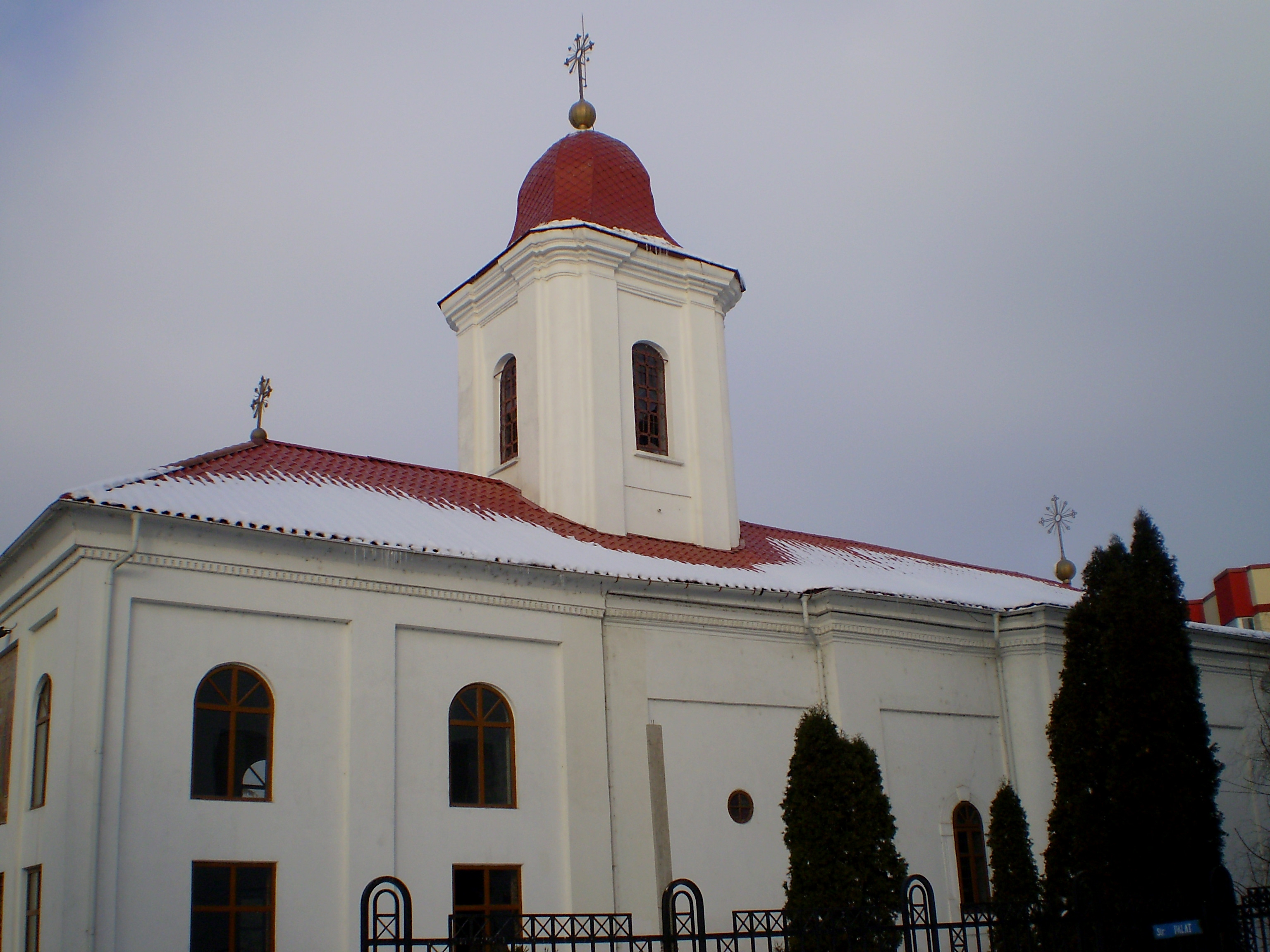
Biserica "Sfinții Impărați Constantin și Elena", 1814
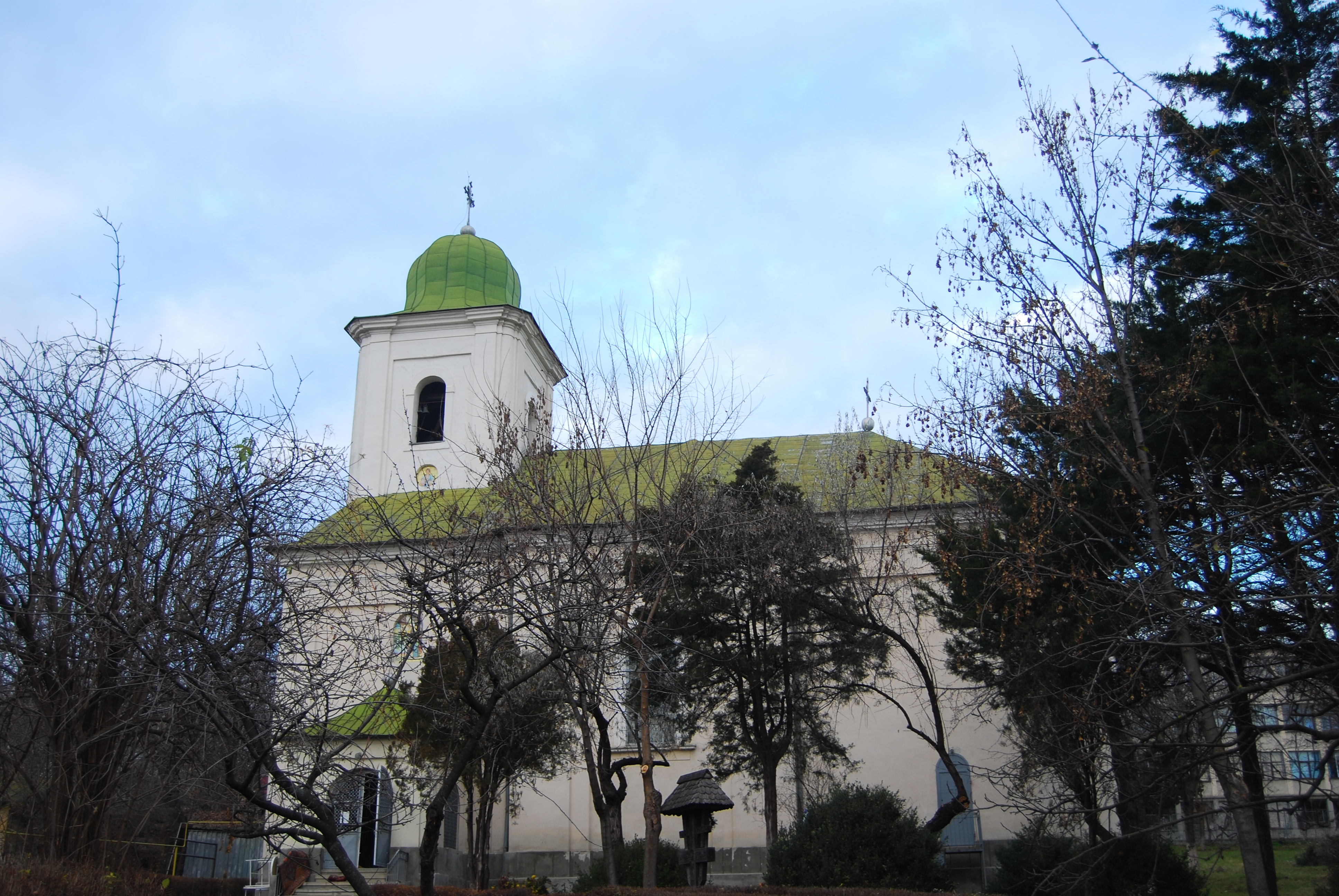
Biserica Buna Vestire , 1816
Biserica Sfinții Voievozi Roșca , 1832
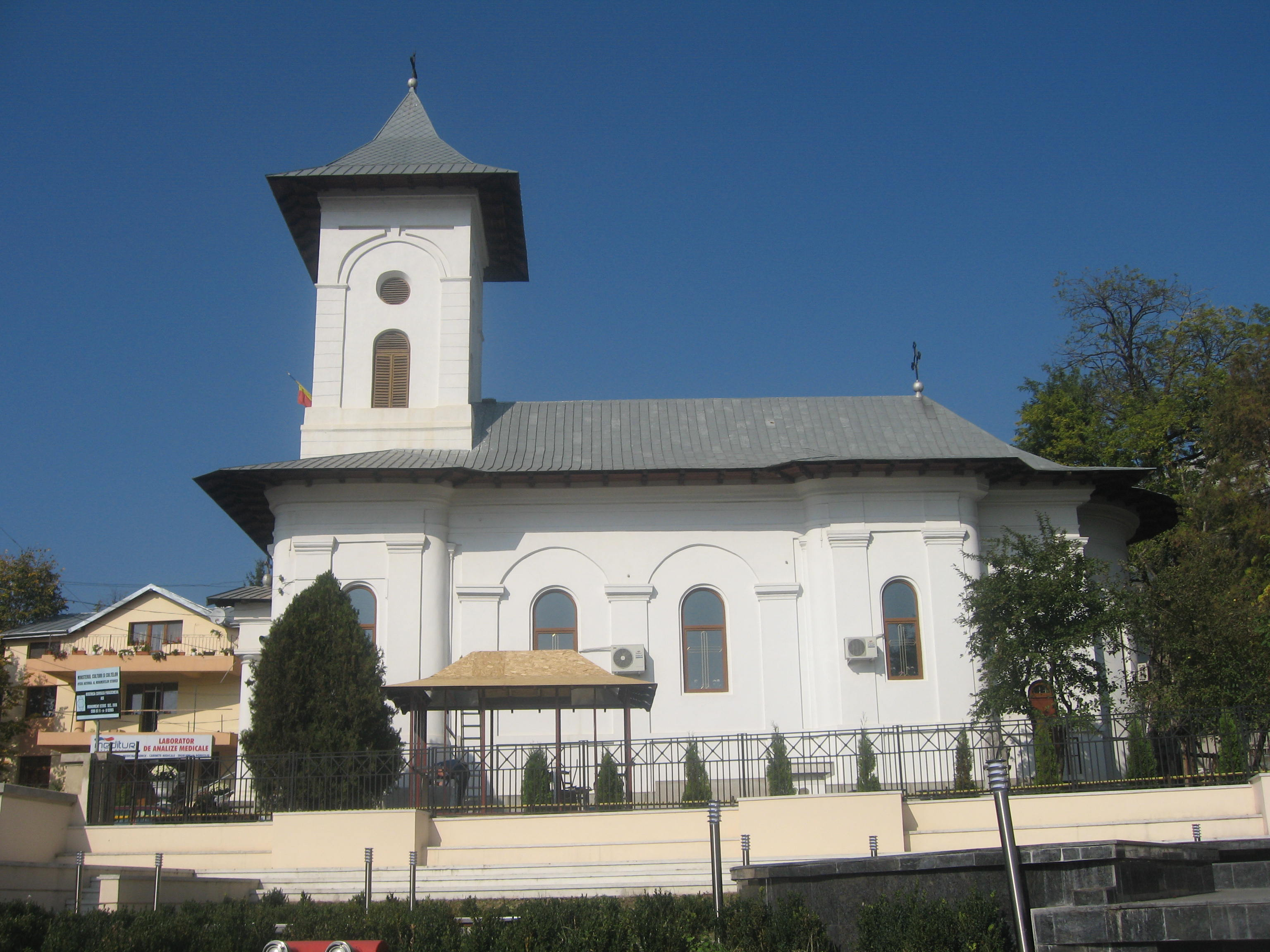
Biserica Cuvioasa Parascheva 1852
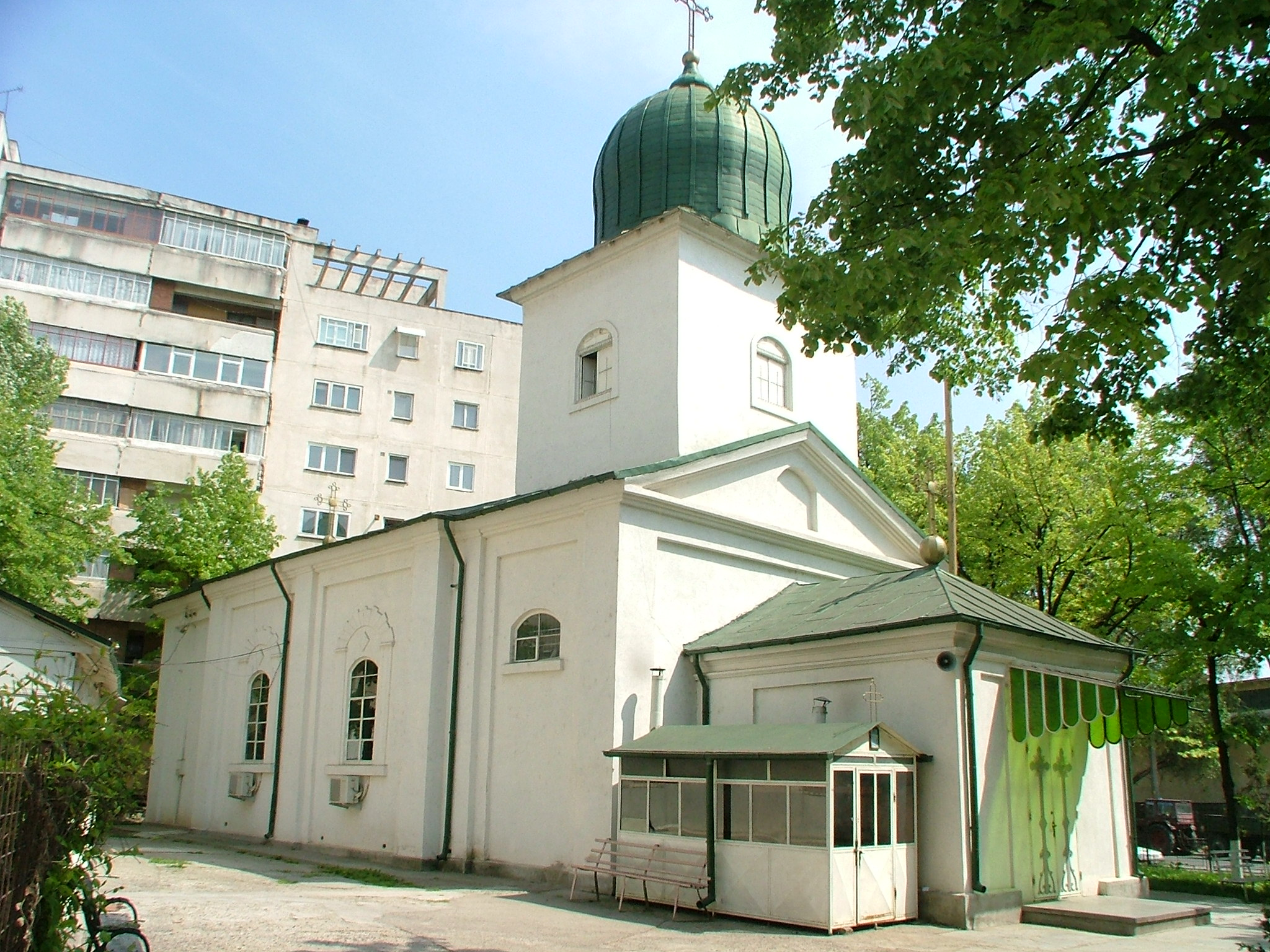
Biserica Sfânta Treime , 1853
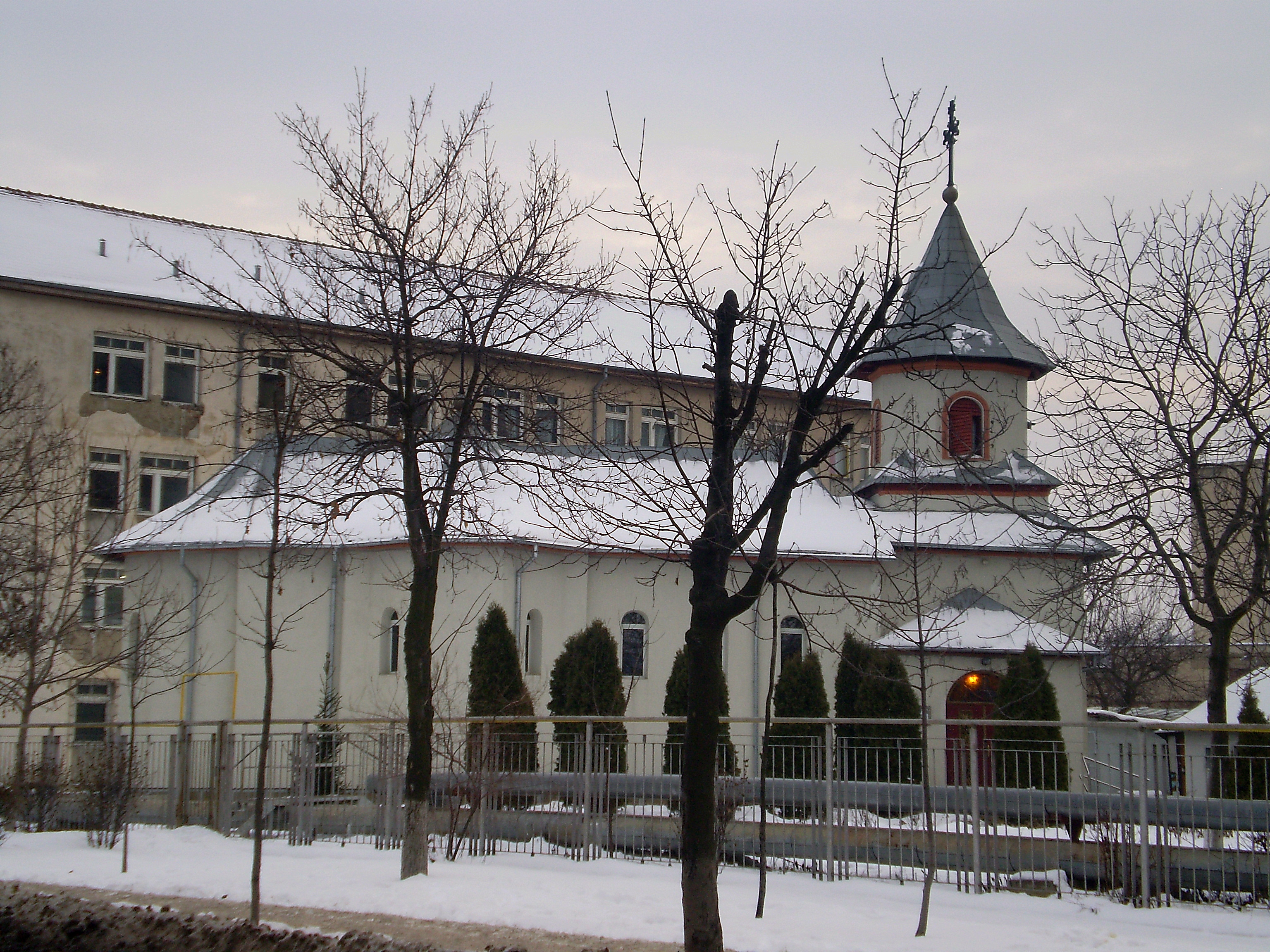
Capela Acoperământul Maicii Domnului , 1853
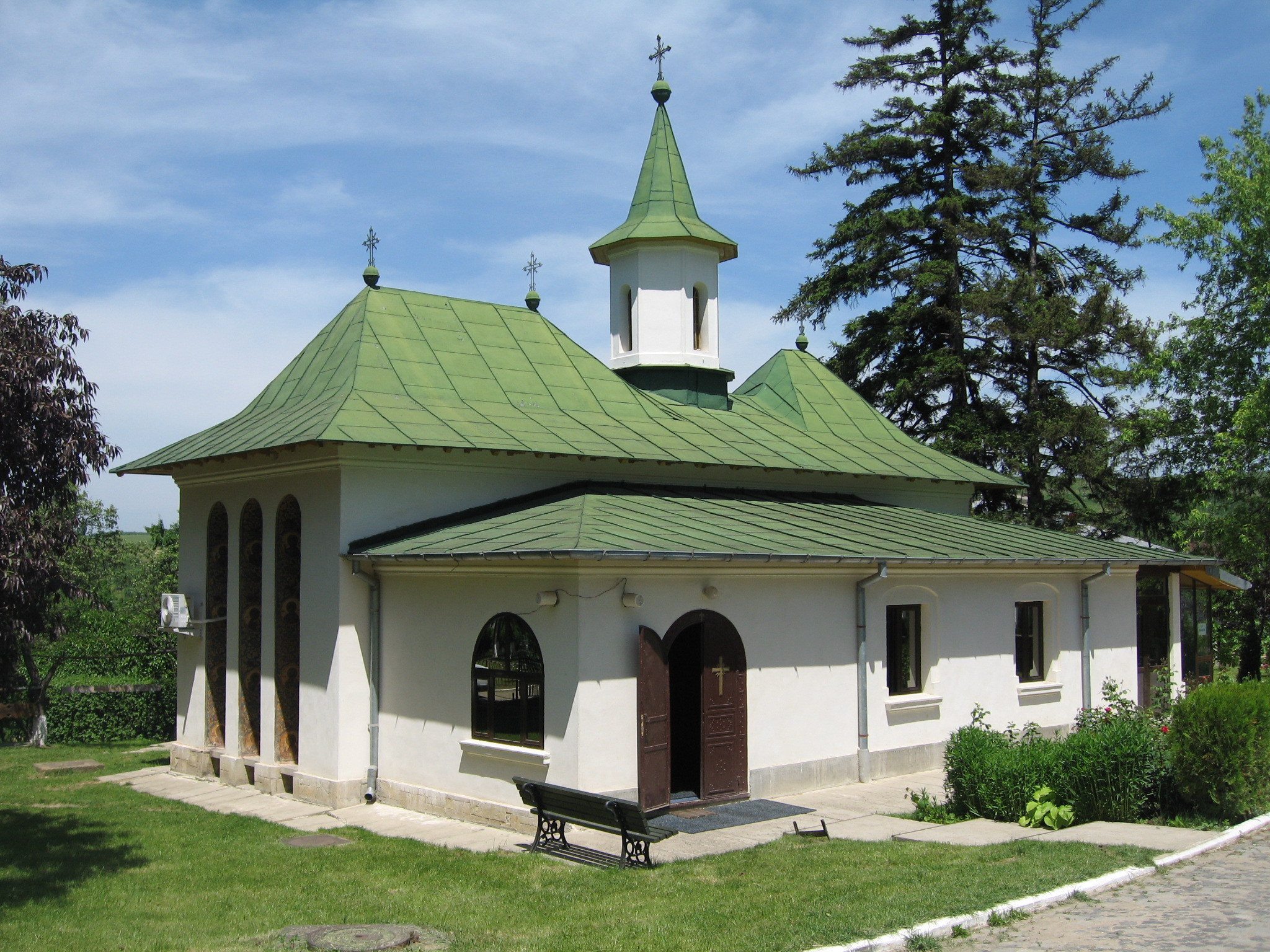
Mănăstirea Bucium , 1863
Biserica Sfântul Gheorghe-Eternitate , 1872
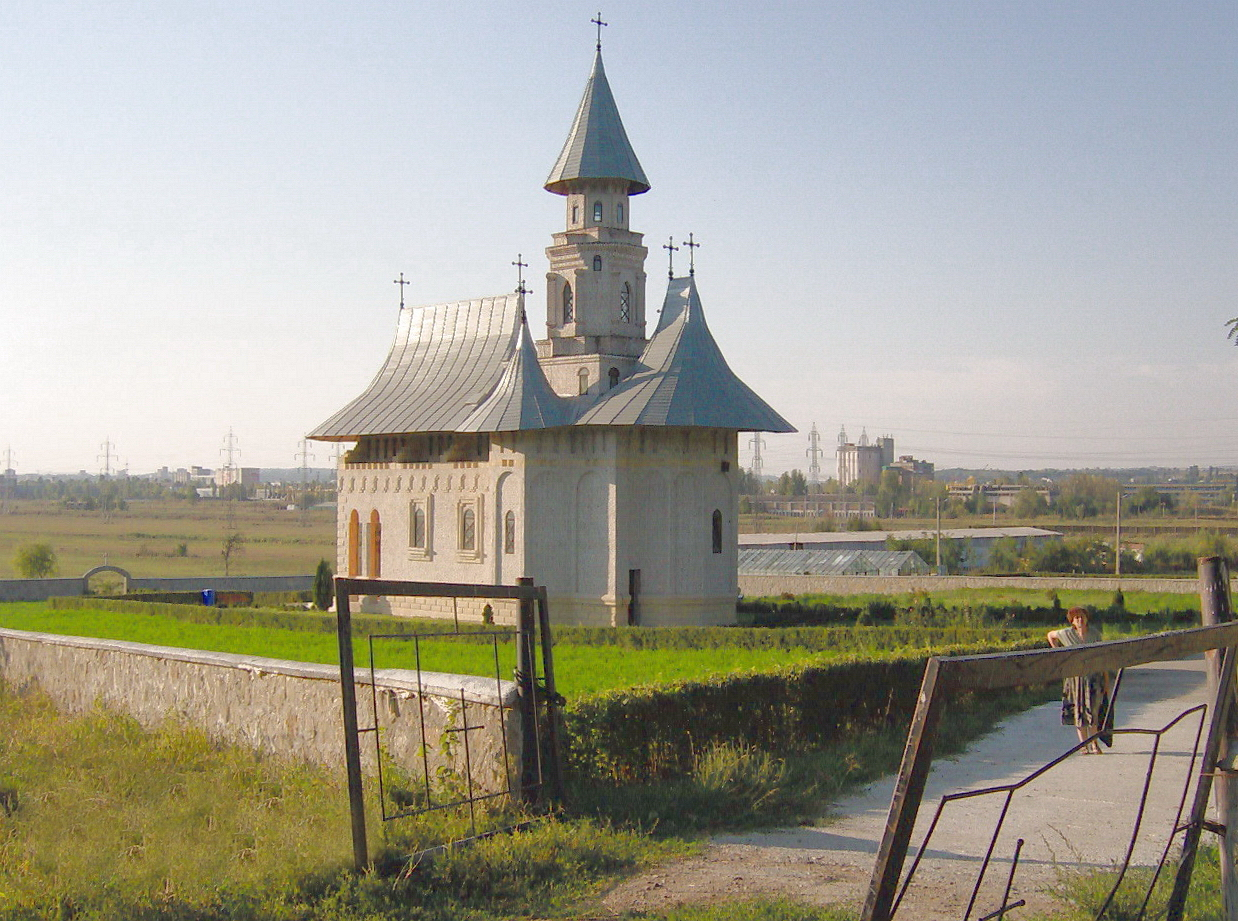
Biserica Mănăstirii Vlădiceni , 1908-1910
Biserica Biserica Sf. Nicolae-Copou , 1942
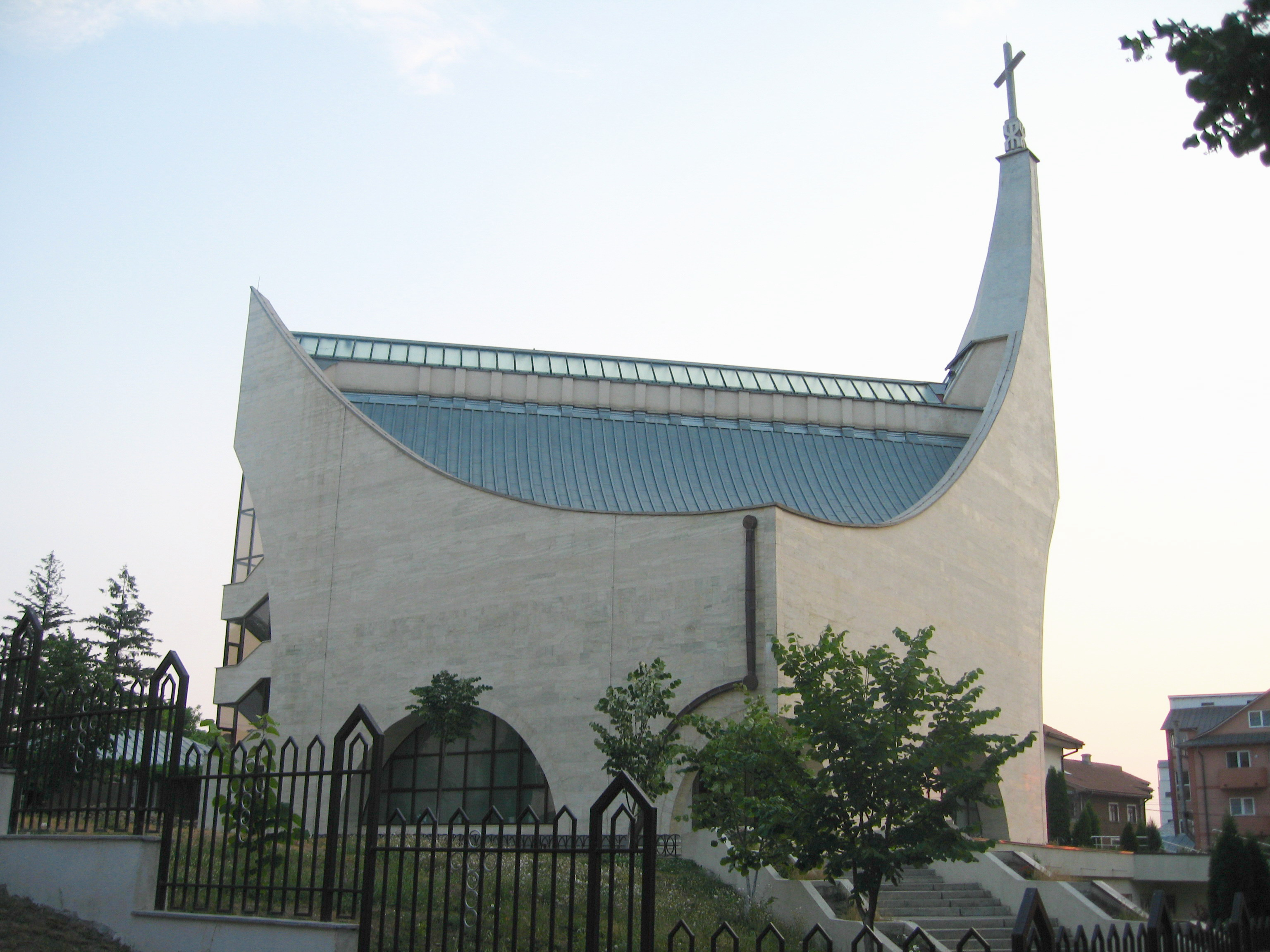
Biserica Sf. Tereza , 1994
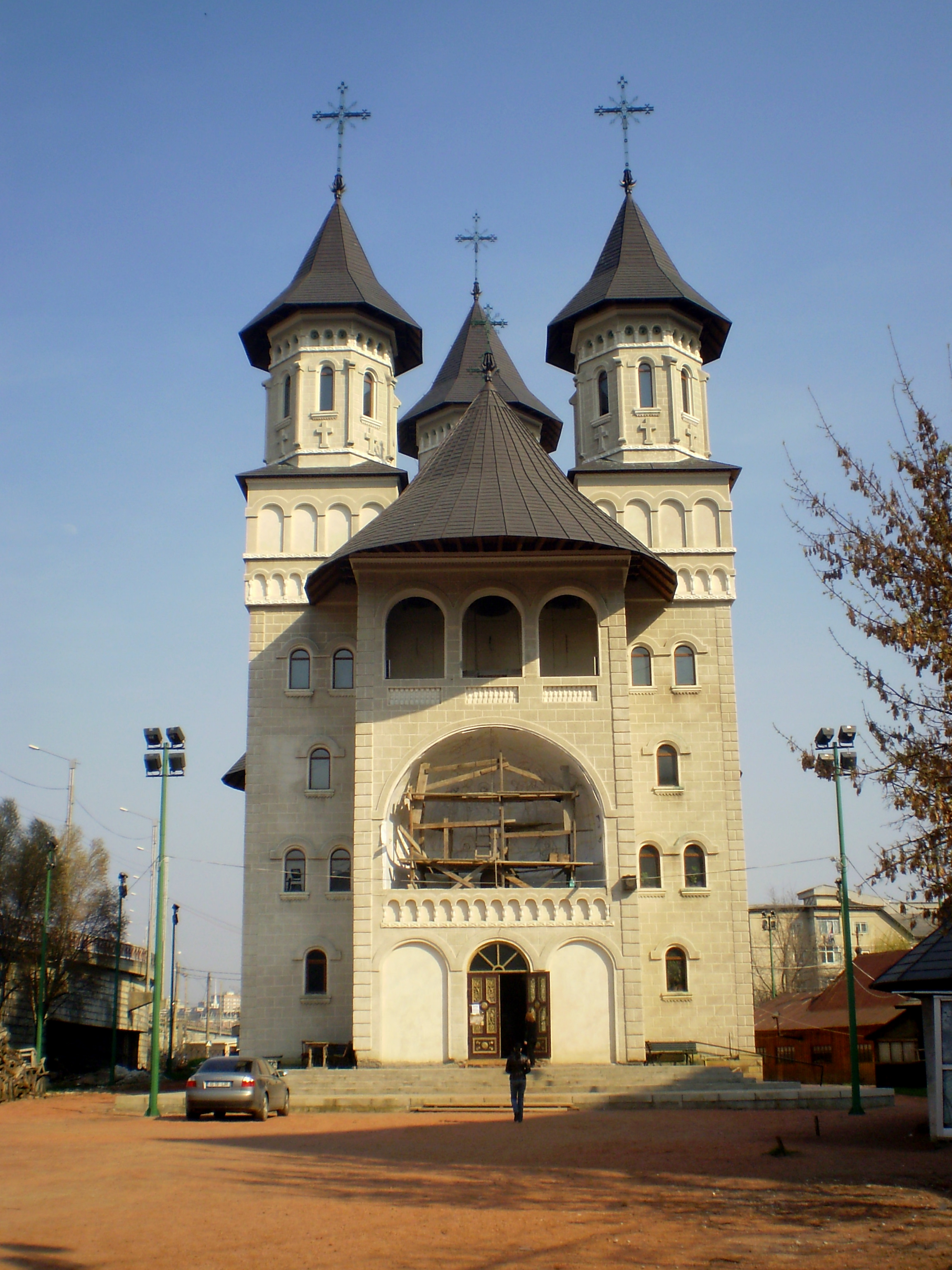
Biserica "Sfântul Nectarie" , 1995
Biserica Sf. Anton de Padova , 1991-1995
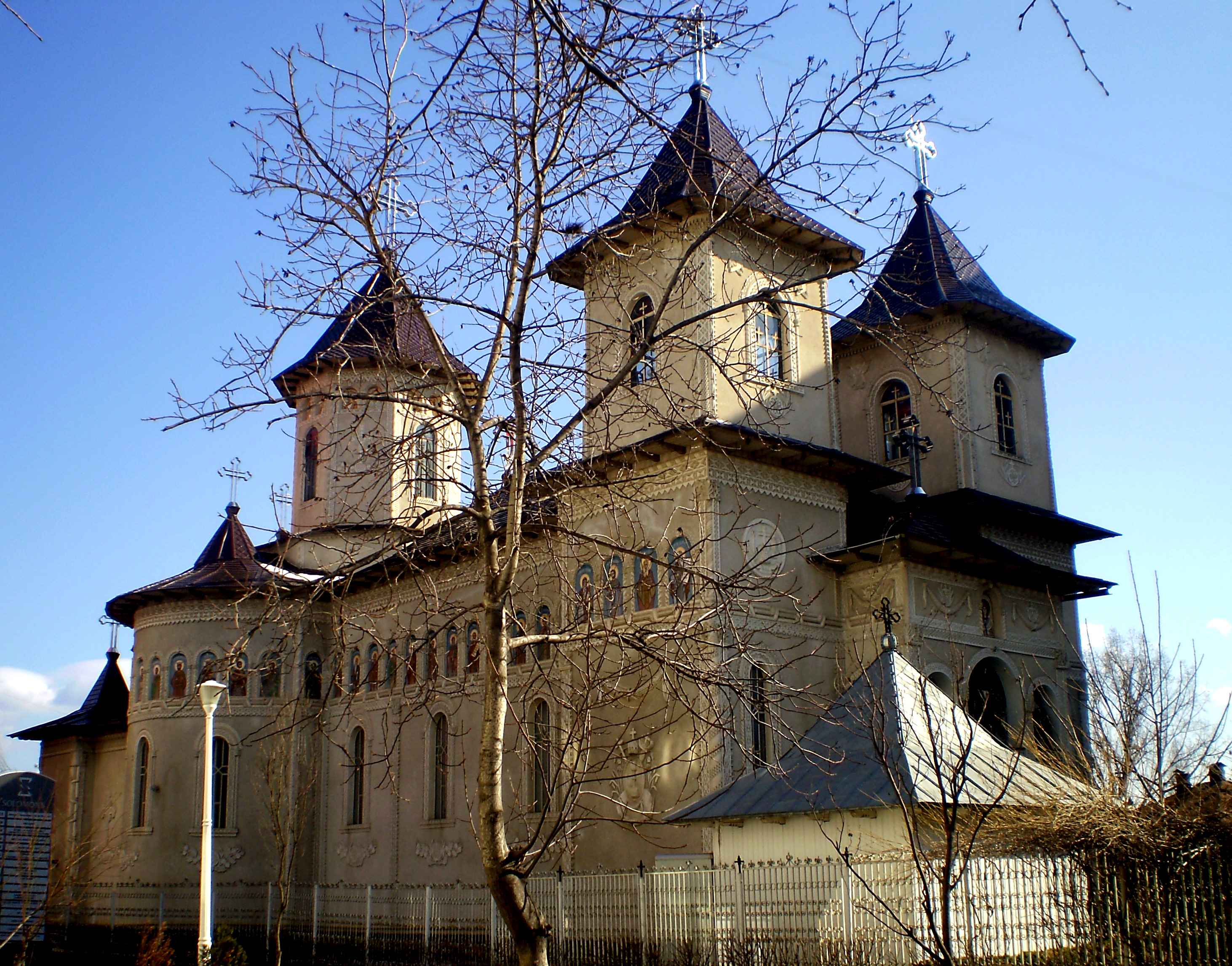
Biserica Sfânta Parascheva(rit ortodox vechi) , 1990-1998
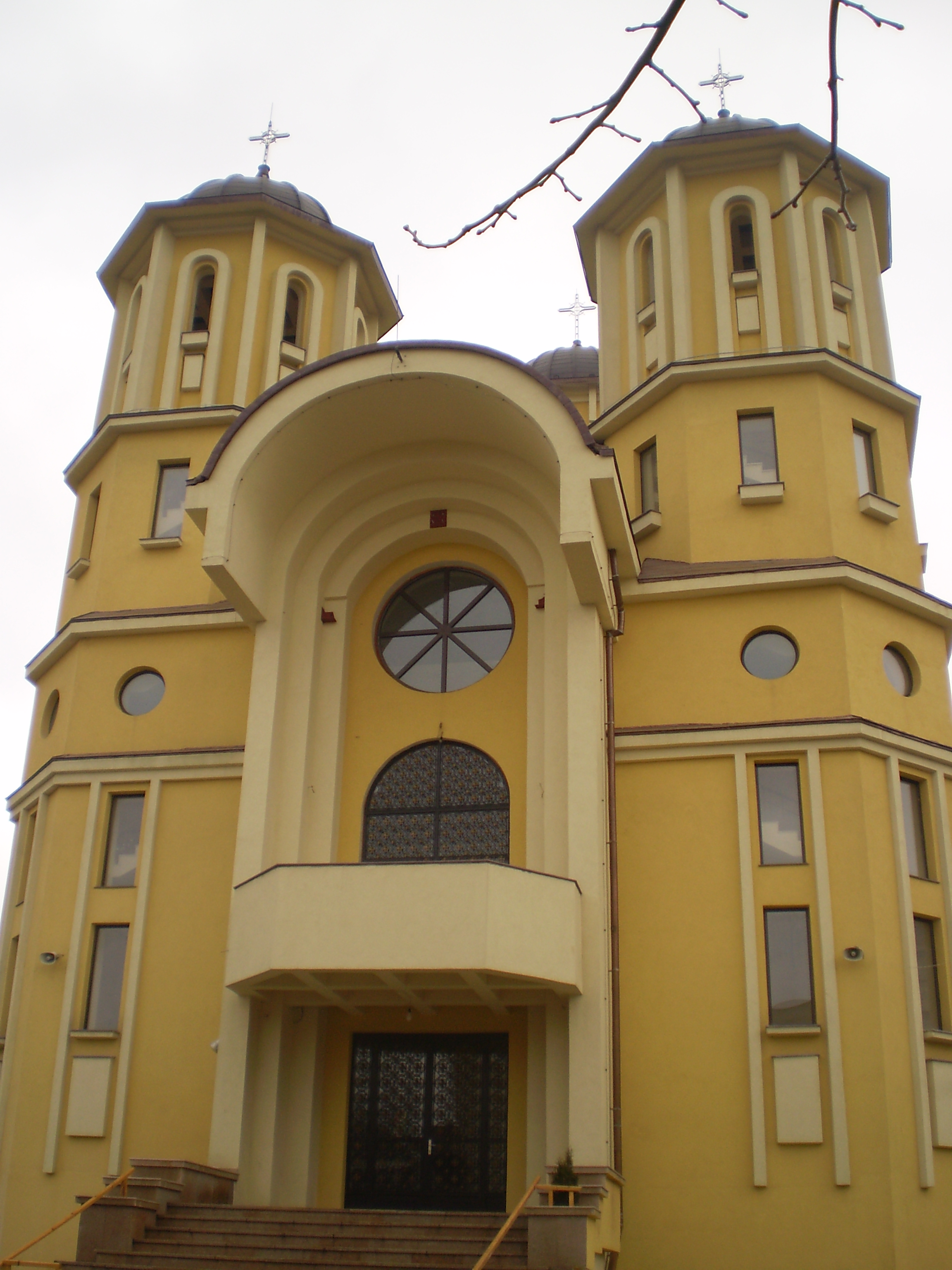
Biserica "Adormirea Maicii Domnului" , cartier Galata , 2007